# Basílica de San Vicente (Ávila)
La basílica de los Santos Hermanos Mártires, Vicente, Sabina y Cristeta, más conocida simplemente como basílica de San Vicente, es un templo románico ubicado en Ávila, España, el de mayor tamaño e importancia de la ciudad después de la catedral del Salvador y una de las obras más destacadas de este estilo arquitectónico de todo el país. Fue declarada Monumento Nacional en 1882.
Ha sido expresamente declarada en 1985  Patrimonio de la Humanidad, como elemento individual integrante del conjunto Ciudad vieja de Ávila e iglesias extramuros (ref. 348-003, con un ámbito protegido de  0.21 ha).

## Historia

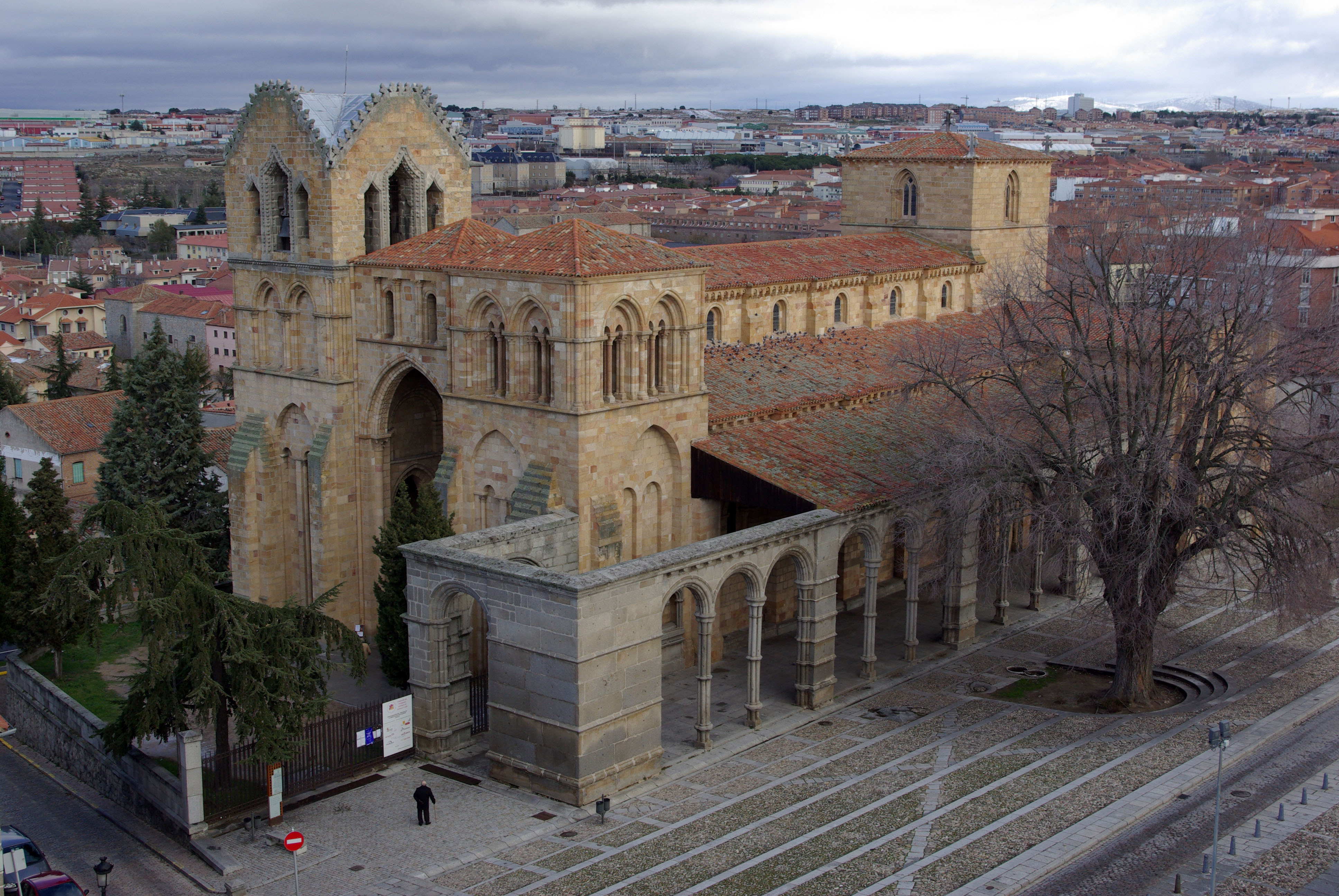
Vista desde el adarve de la muralla.

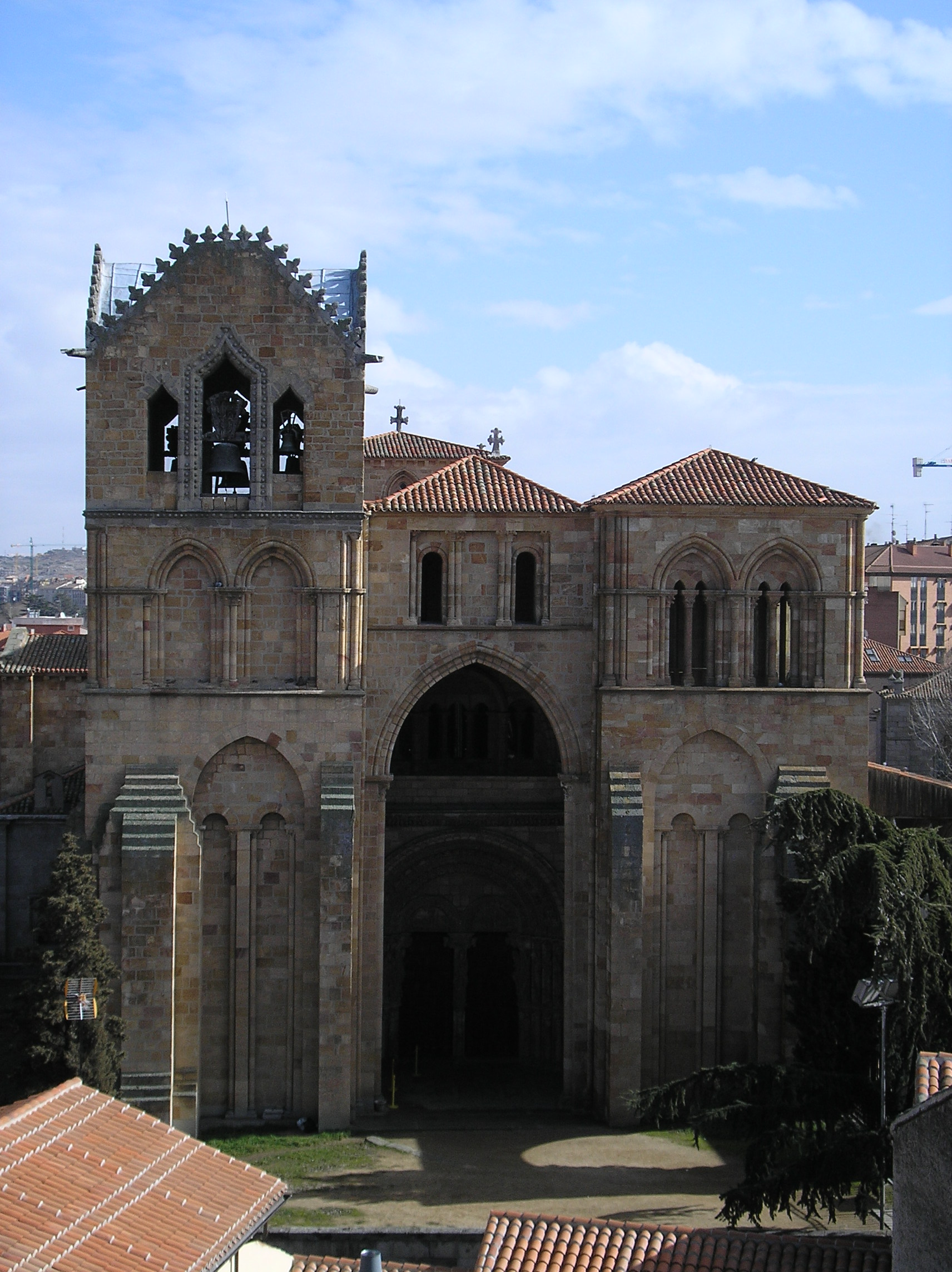
Fachada occidental.

En el año 306, durante la persecución de Diocleciano, y por orden del pretor Daciano, sufrieron martirio los hermanos Vicente (de Ávila), Sabina y Cristeta por negarse a firmar un documento en el que debían reconocer haber ofrecido sacrificios a los dioses romanos, según establecía el cuarto edicto de la persecución, de 304. Según la tradición sus cuerpos fueron depositados en un hueco de la roca, edificándose posteriormente sobre ese lugar la actual basílica (la roca sería la que se puede contemplar en la capilla derecha de la cripta). La leyenda dice que fue el propio judío responsable de su muerte quien, arrepentido, decidió construir un templo para enterrarlos, pasaje que aparece recogido en un relieve del cenotafio.
Por la inseguridad que suponían las incursiones musulmanas, en 1062 el rey Fernando I de León y Castilla ordenó que los restos fueran trasladados al monasterio de San Pedro de Arlanza (Burgos) hasta que en 1175, con el avance de la Reconquista y el desplazamiento de la frontera hacia el sur, los cuerpos regresaron a su lugar de enterramiento original, en el que para entonces había comenzado ya la construcción del actual templo (hacia 1130). Posteriormente se efectuó un nuevo traslado en el año 1835 a la colegiata de San Cosme y San Damián de Covarrubias de donde pasaron a la capilla de las Reliquias de la catedral de Burgos hasta que volvieron definitivamente a San Vicente, donde quedaron depositadas dentro de unas urnas colocadas en el altar mayor.
Tras haber quedado unos años paralizadas, las obras se retomaron a mediados del siglo XII, adquiriendo su impulso definitivo con las ayudas que concedieron los reyes Alfonso X el Sabio y Sancho IV, lo que permitió rematarlas a principios del siglo XIV. Aunque desde esa época y hasta el siglo XIX sufrió varias reformas, éstas no alteraron sustancialmente su estilo arquitectónico.
Además, aunque fue restaurado entre mediados del XIX y el primer cuarto del siglo XX (especialmente por parte del arquitecto abulense Enrique María Repullés y Vargas), tuvo la fortuna de ser el primer edificio español en el que se intervino con criterios respetuosos, al contrario de lo que era habitual en la época, en la que los restauradores intervenían a su antojo, dejando los edificios en muchos casos desfigurados –un ejemplo paradigmático de esto último fue lo ocurrido en la iglesia de San Martín de Frómista, en Palencia–.

Exterior de la iglesia
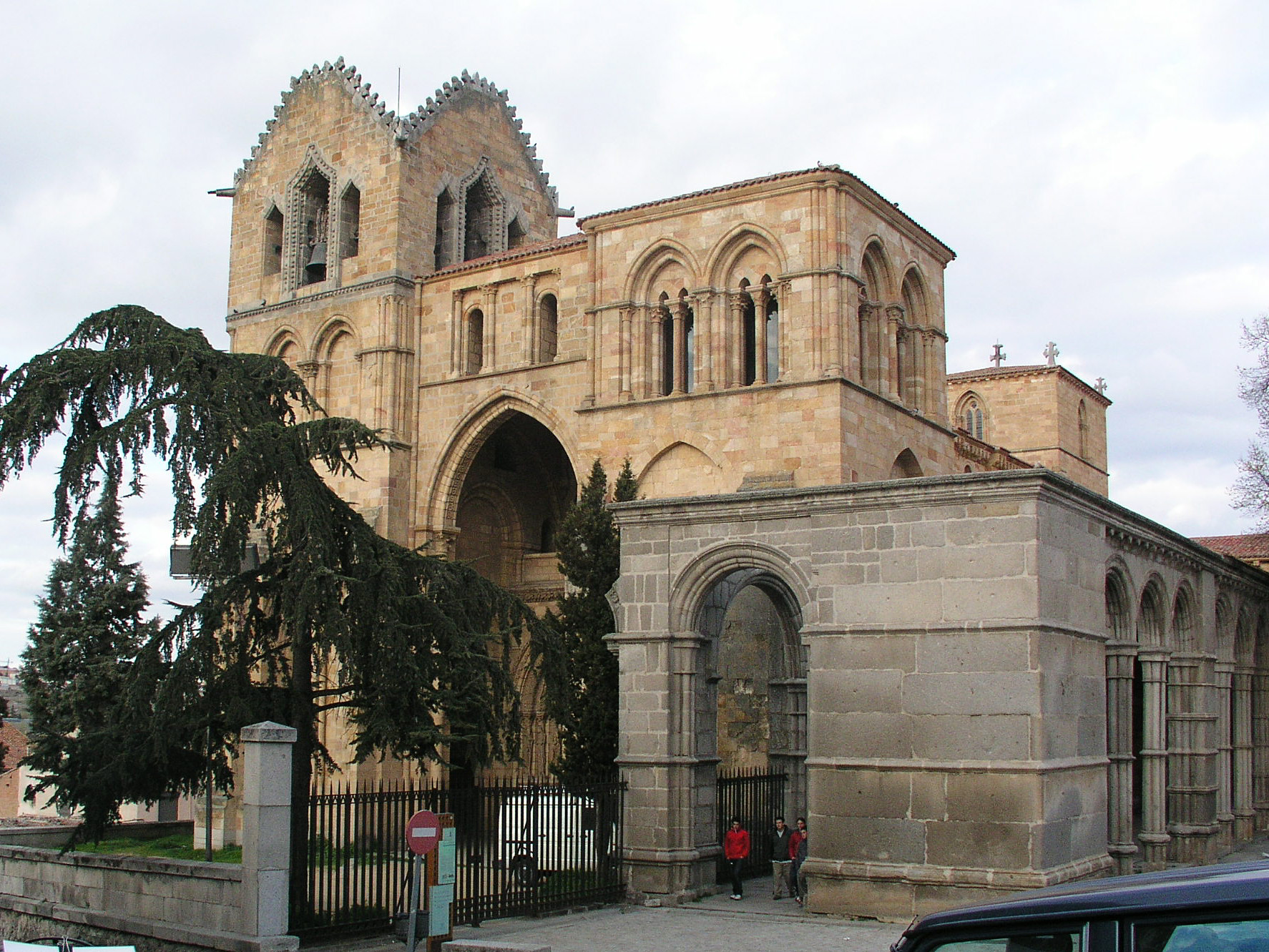
Vista de la fachada oeste
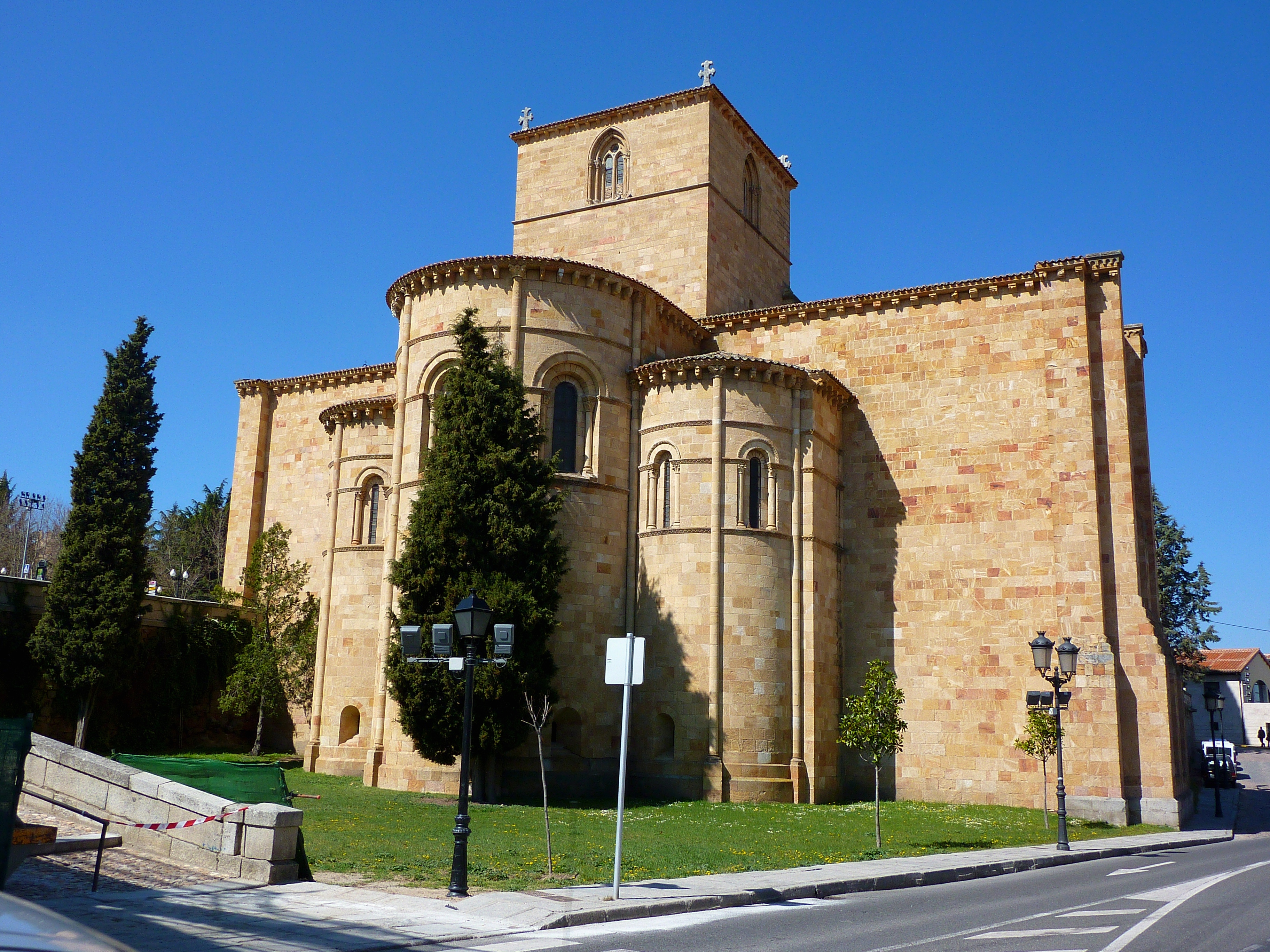
Vista trasera en la que pueden apreciarse los ábsides, el transepto y el cimborrio
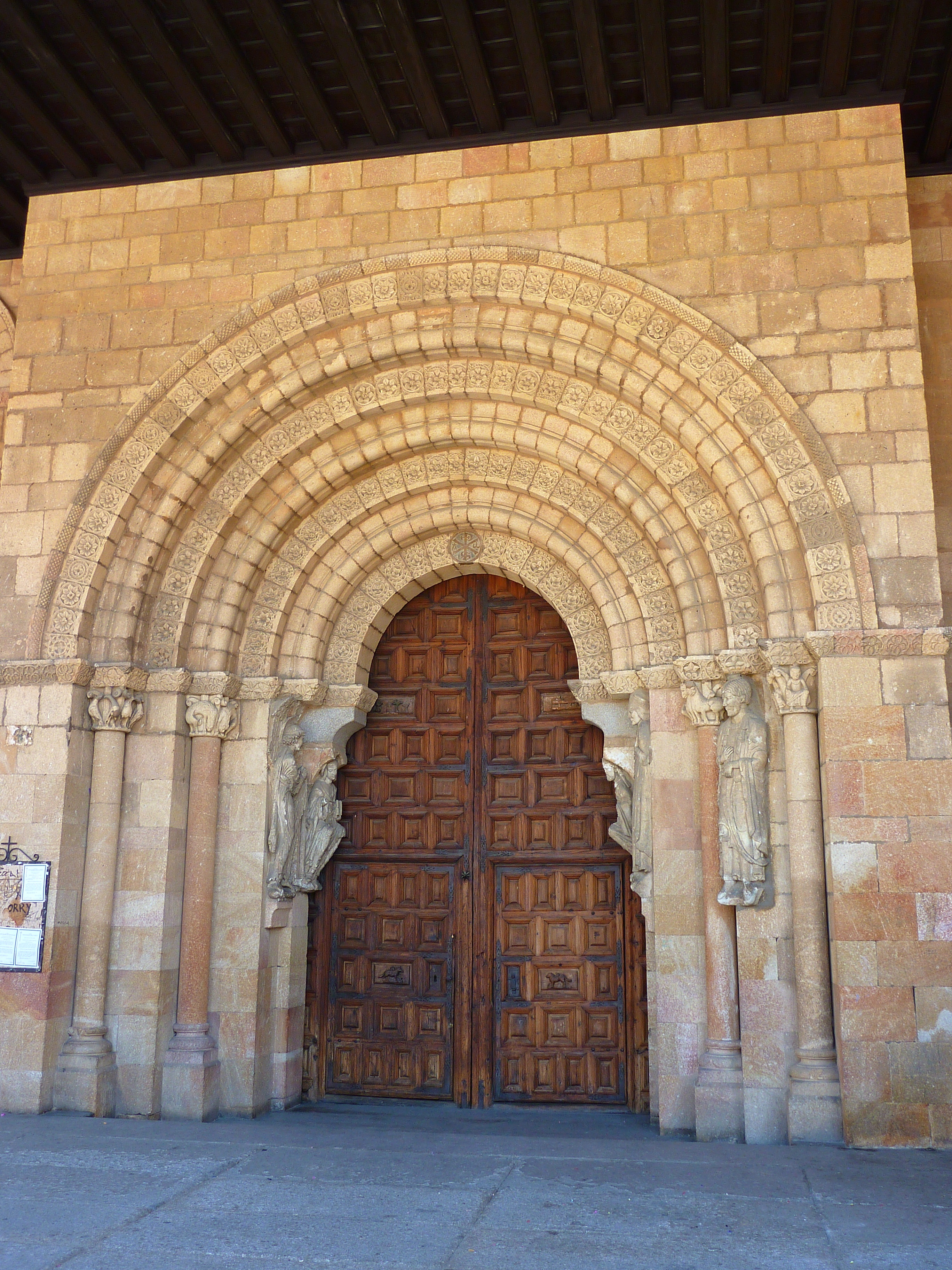
Portada sur
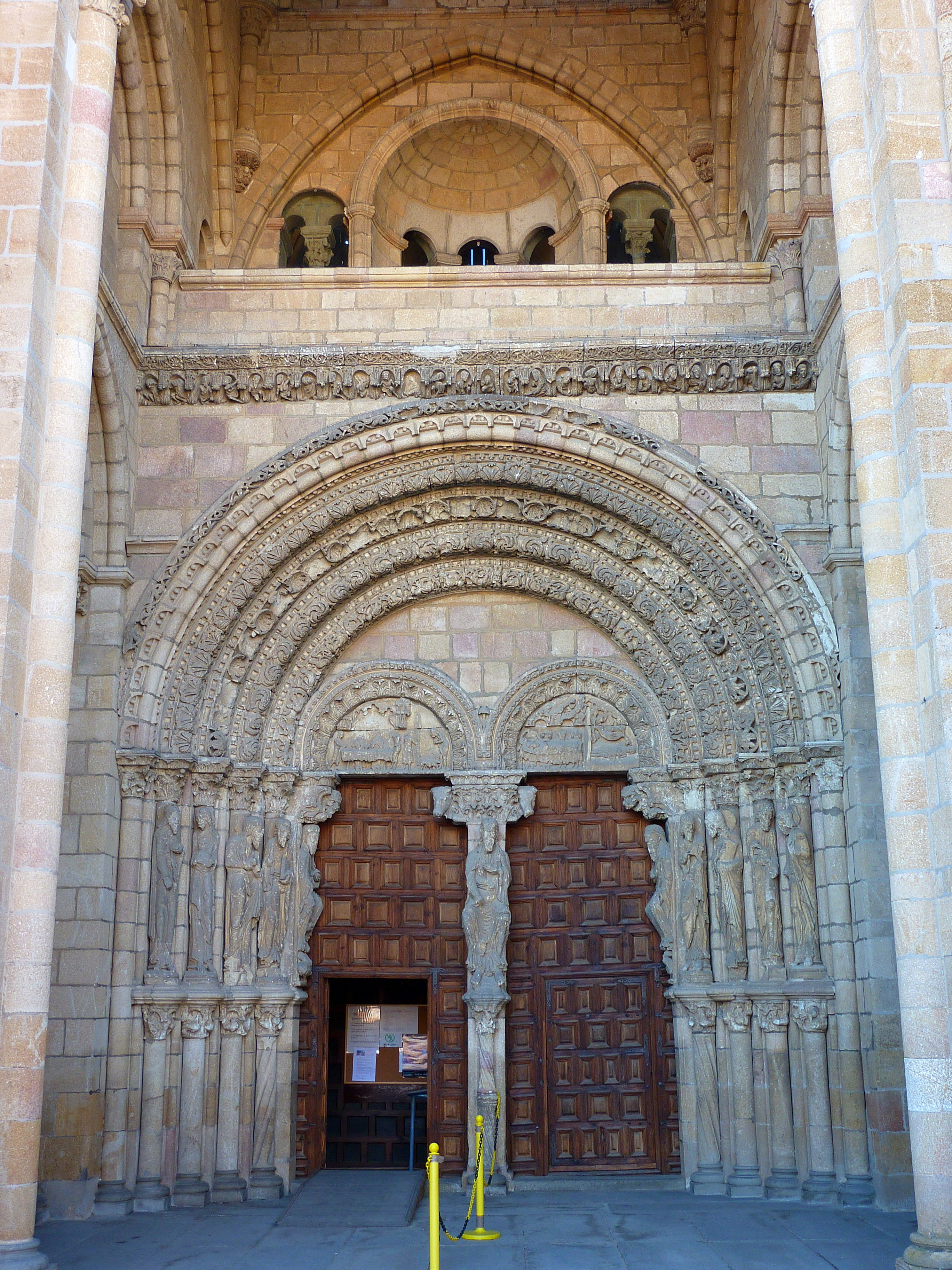
Portada occidental
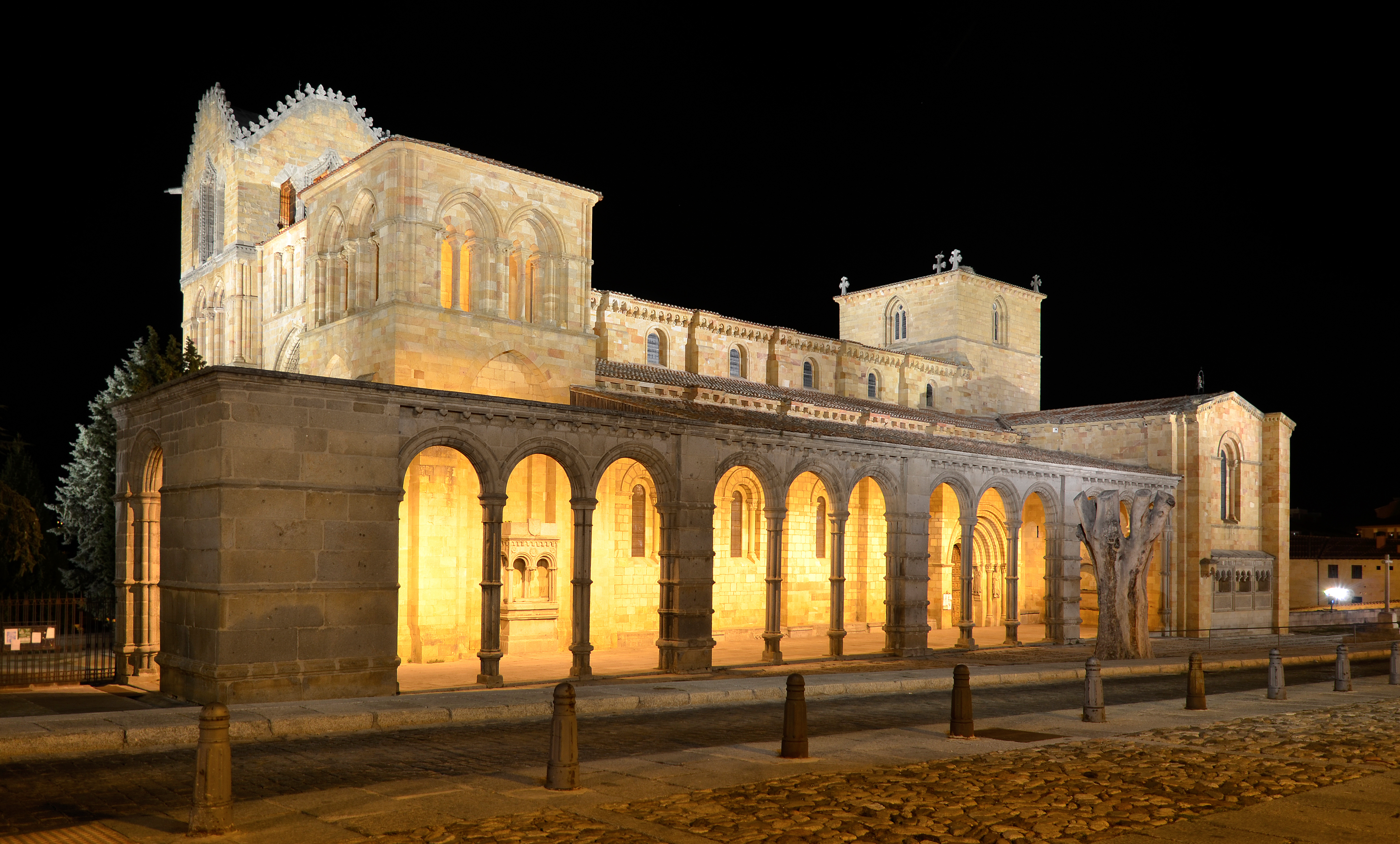
Vista nocturna

## Descripción

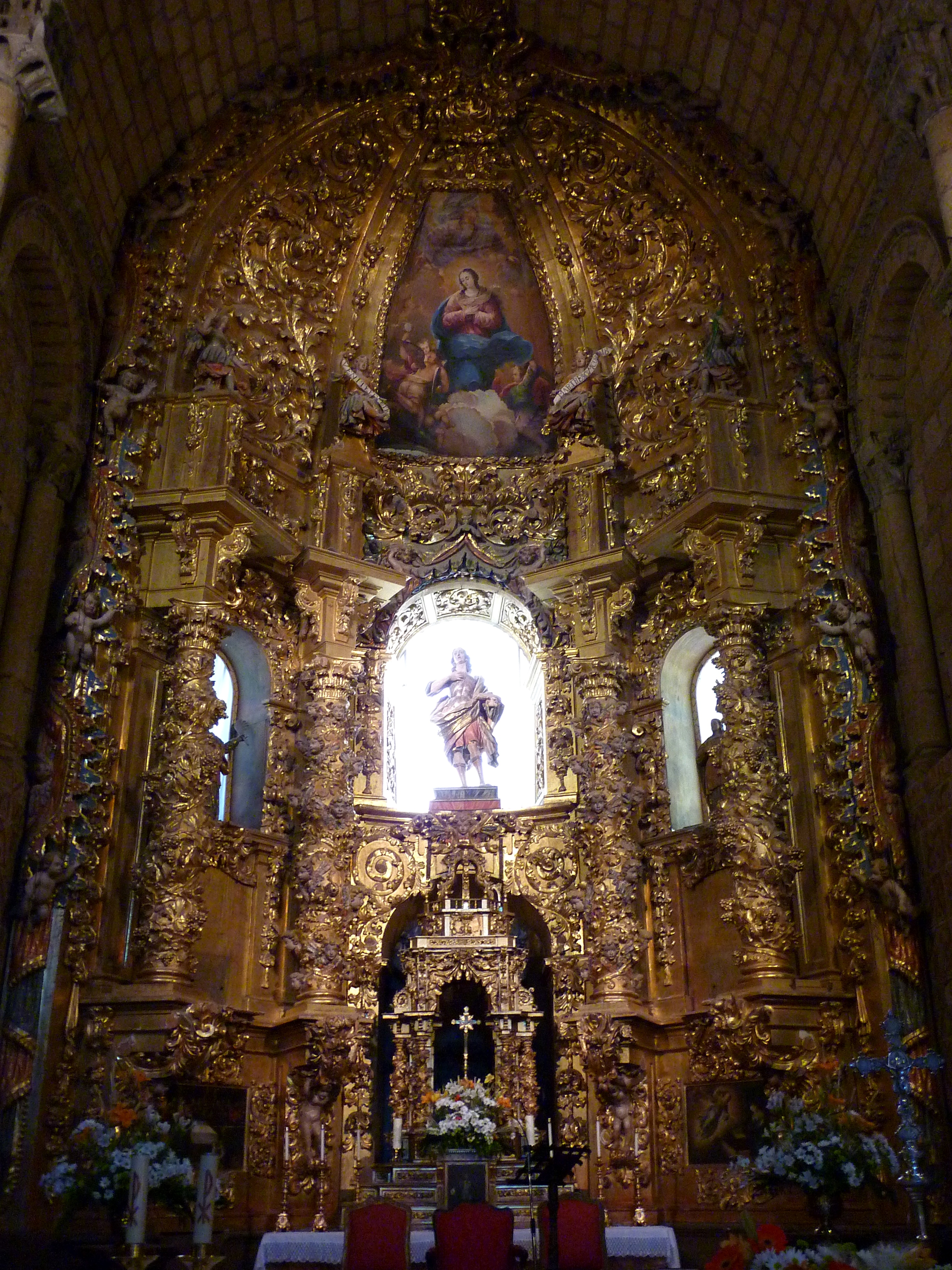
Altar mayor

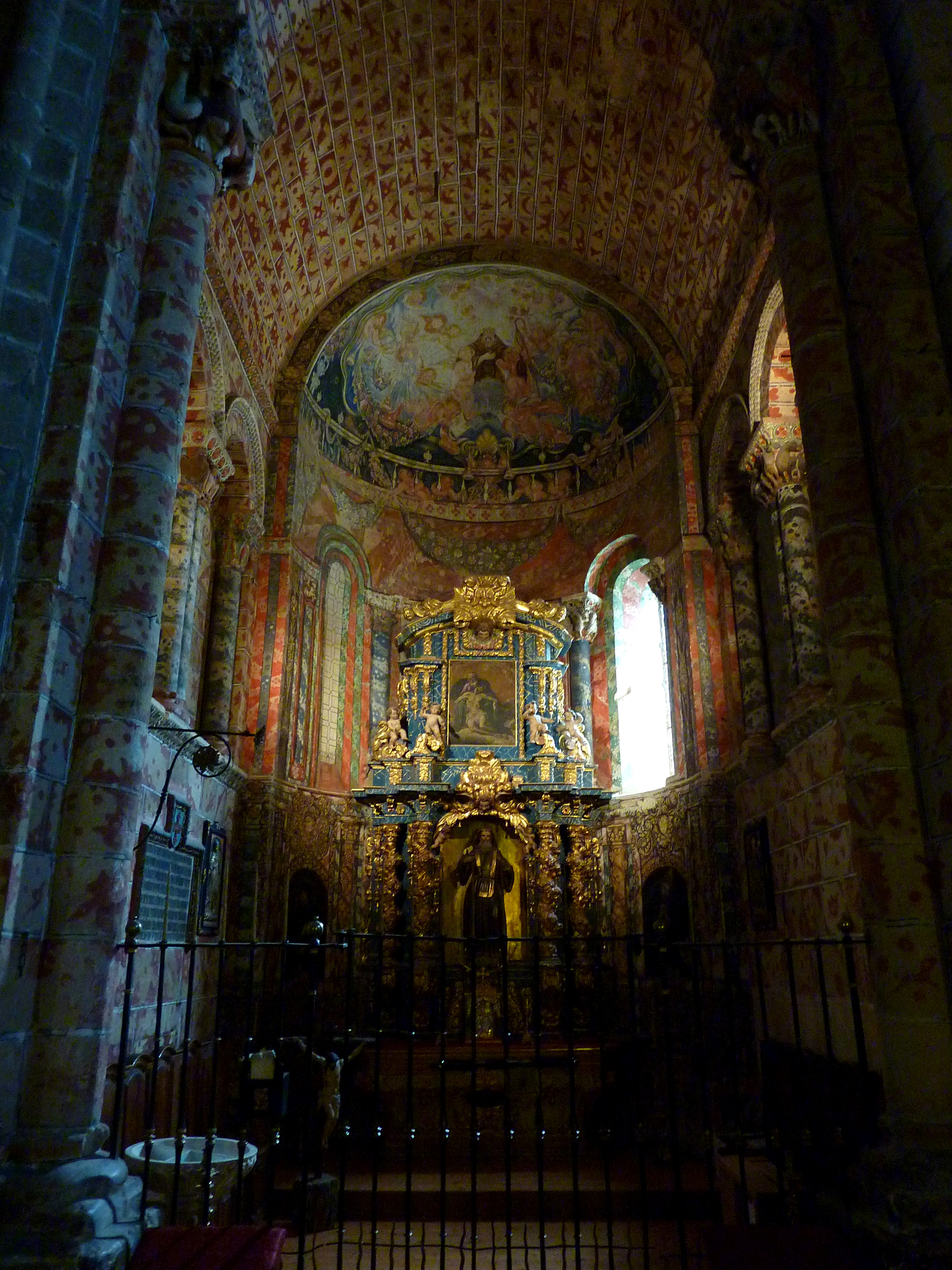
Capilla del ábside sur construida con arenisca sangrante.

El material utilizado para la construcción es la "piedra caleña", una arenisca de tonos amarillentos y anaranjados con vetas incluso rojizas por su contenido en óxidos de hierro, proveniente de las canteras del cercano pueblo de La Colilla. En algunas zonas, como el altar mayor y el ábside sur, se utilizó una variedad especialmente rica en matices rojizos, denominada "arenisca sangrante".

La autoría del edificio se atribuye al arquitecto francés Giral Fruchel, introductor del estilo gótico en España, y al que se adjudican también las trazas de la catedral y la iglesia de la Magdalena de Zamora. La planta es de cruz latina, con tres naves rematadas en ábsides semicirculares y otra de transepto muy alargada, cimborrio, atrio, dos torres (inacabadas) y cripta. Los pilares son de cruz griega sobre plintos cilíndricos, con semicolumnas embebidas. Las naves están cubiertas con bóvedas de crucería, descansando sobre las laterales las tribunas, de vanos bíforos (divididos en dos partes), mientras que los ábsides tienen bóvedas de cañón y en sus extremos de horno. Las partes más antiguas son la cabecera triabsidal y el transepto. Tras un parón en las obras, éstas se reanudaron a mediados del siglo XII, siendo de esta época la fachada occidental, con su puerta de grandes arquivoltas decoradas con figuras de Cristo y sus apóstoles. La cripta está dividida en tres capillas, situadas bajo cada uno de los ábsides.

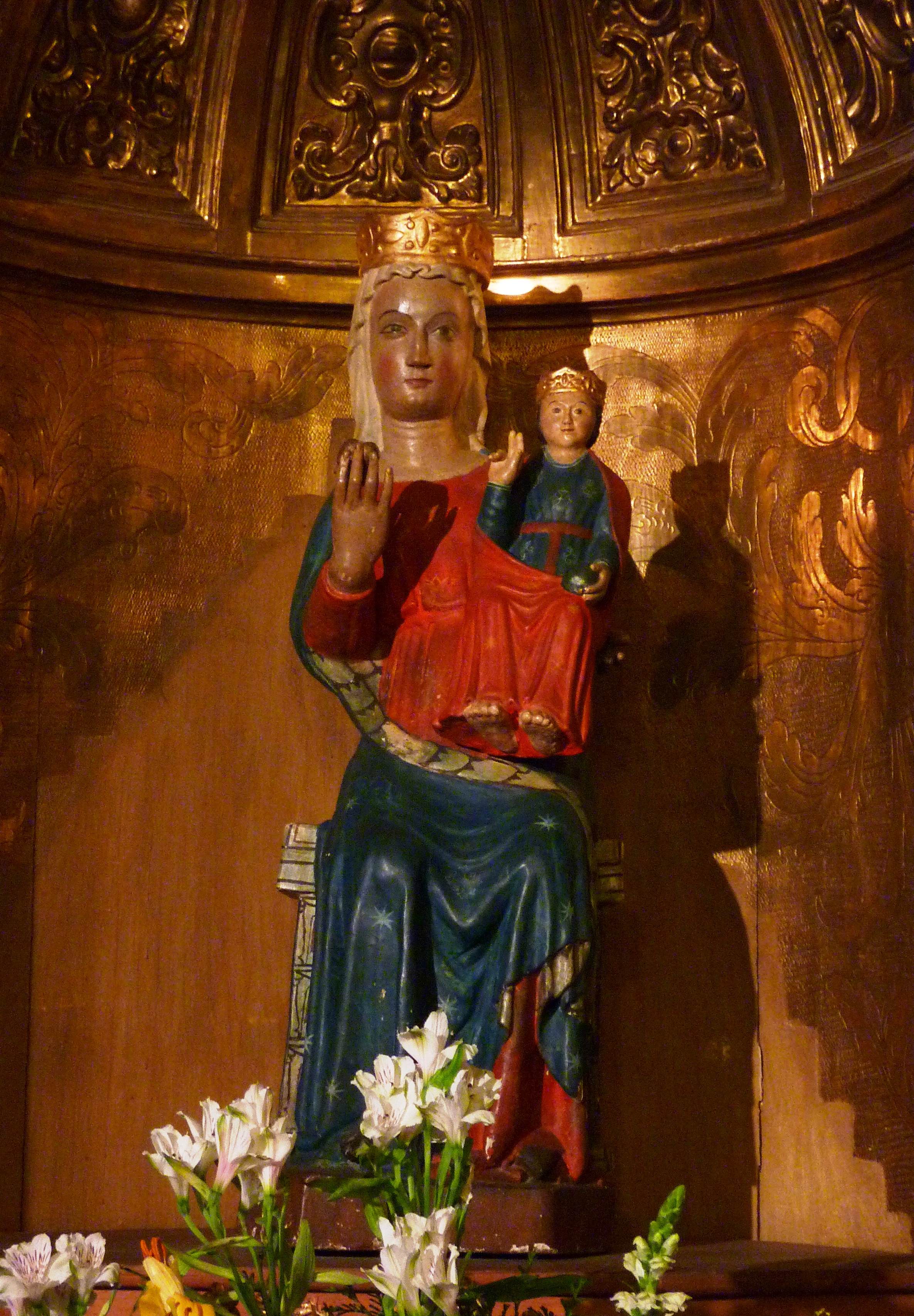
Imagen románica de la Virgen de la Soterraña.

 En la central está la imagen románica de la Virgen de la Soterraña, patrona de la ciudad junto con Santa Teresa (en contra de lo que la mayoría de la gente cree, que es la Virgen de Sonsoles, cuando ésta es la patrona del vecino Valle Amblés y de la Sierrecilla). El cuerpo de esta imagen estuvo oculto durante siglos por ropajes, por la moda que había de vestir a las Vírgenes, hasta que una restauración en la década de 1980 devolvió a la talla su esplendor. La portada occidental es la más destacada del templo, contando con una profusa decoración. Posee cinco arquivoltas sobre las que se sitúa un alero con figuras de hombres y mujeres en extrañas actitudes. El tímpano está dividido en dos partes, con representaciones de escenas de la vida de Lázaro. El parteluz está ocupado por la figura de Cristo, situándose a los lados diez apóstoles, dispuestos por parejas en actitud de conversar, salvo los de las jambas interiores, que miran hacia el parteluz. Esta portada es comparada con el Pórtico de la Gloria por sus muchas similitudes. La portada meridional también es muy notable. Presenta en el lado izquierdo la escena de la Anunciación, con las figuras de la Virgen María y el arcángel Gabriel, a las que contempla desde el otro lado un rey acompañado de una figura femenina y otra masculina. Las siete arquivoltas van alternativamente con decoración floral y sin decorar, creando un elegante efecto. La portada norte en cambio es mucho más sencilla, al ser tan solo de uso auxiliar, y consta de cuatro arquivoltas de las que solamente la interior está decorada, con motivos florales.

Interior de la iglesia
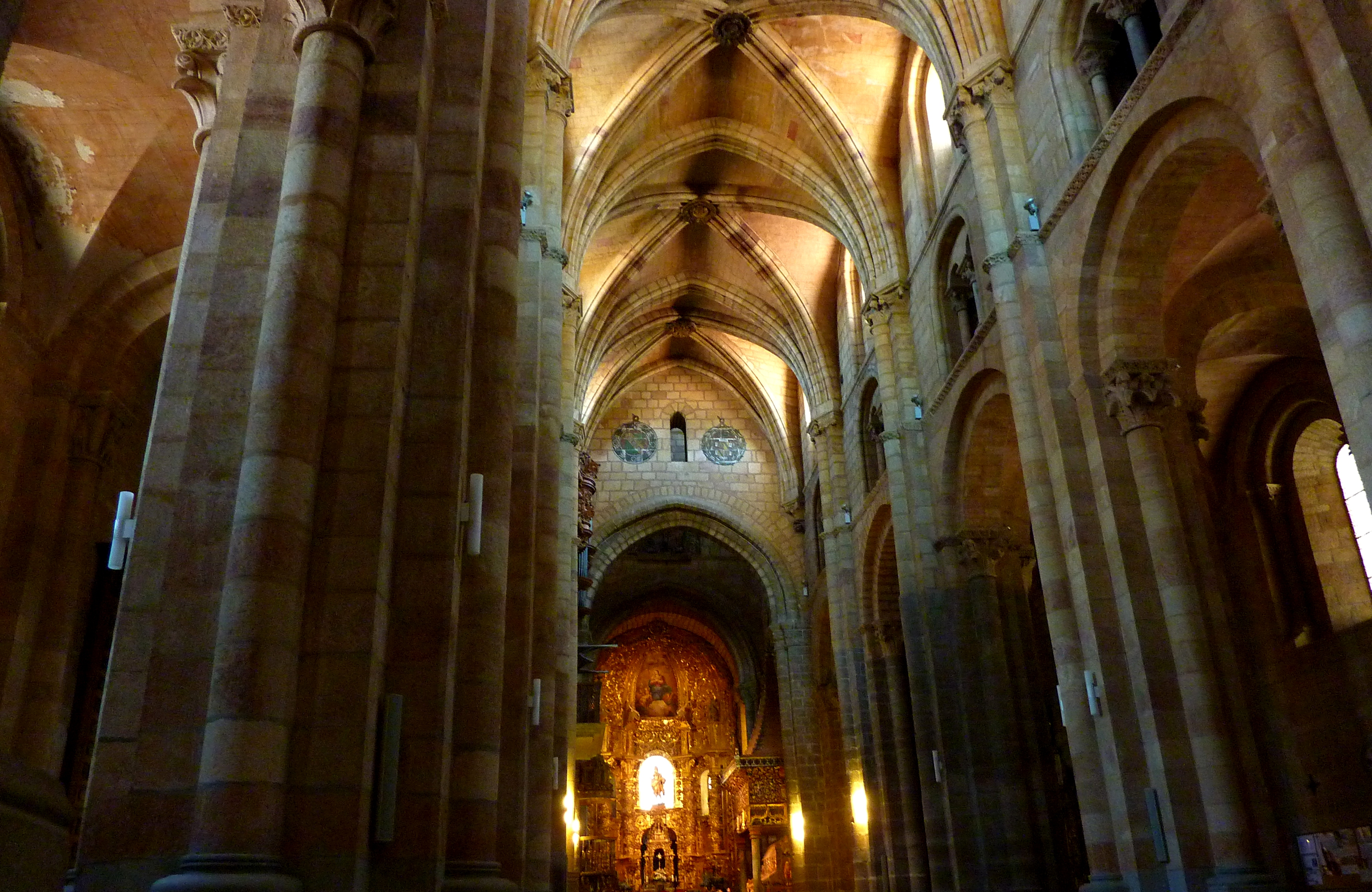
Vista de las naves
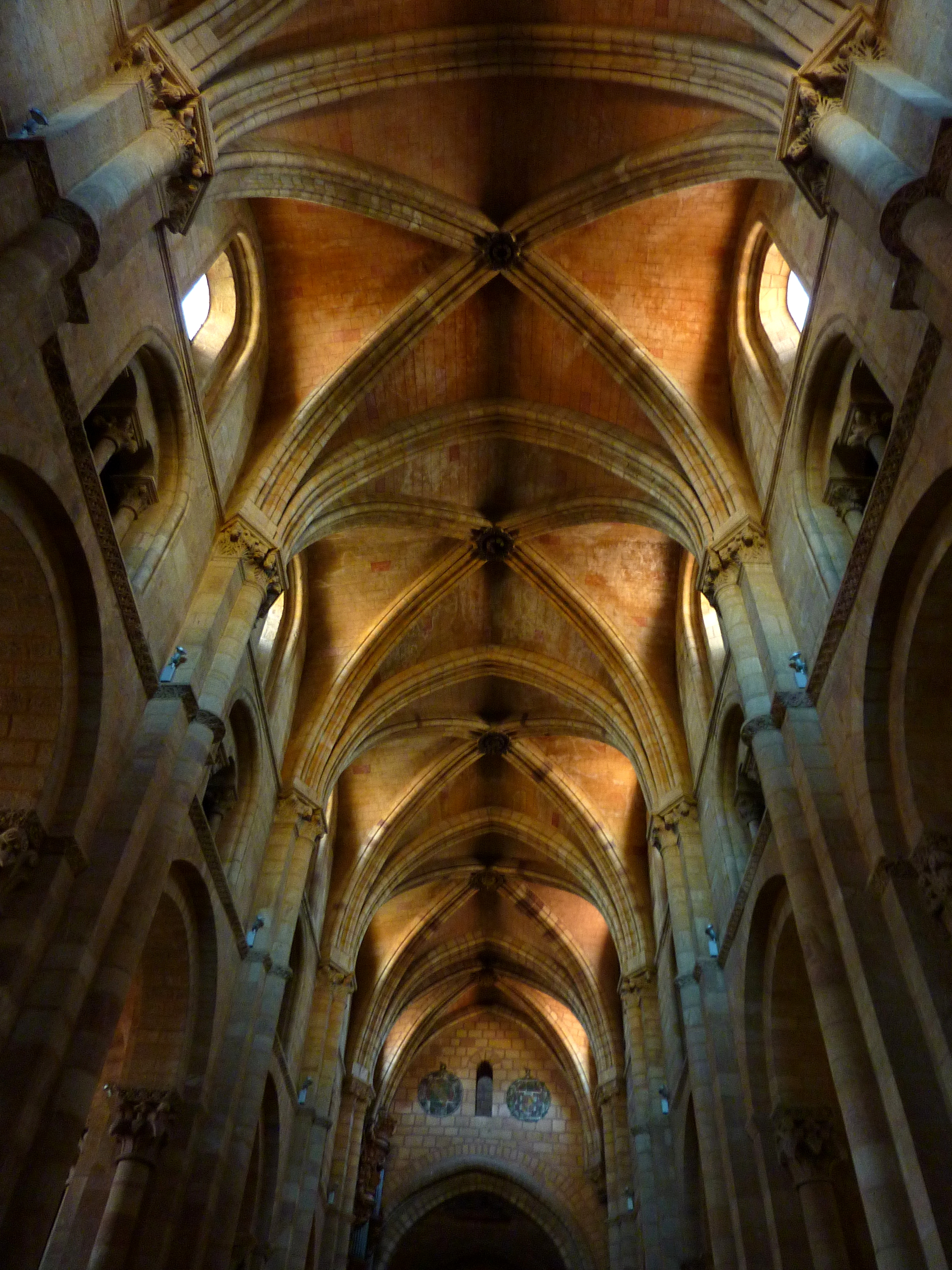
Bóveda de la nave central
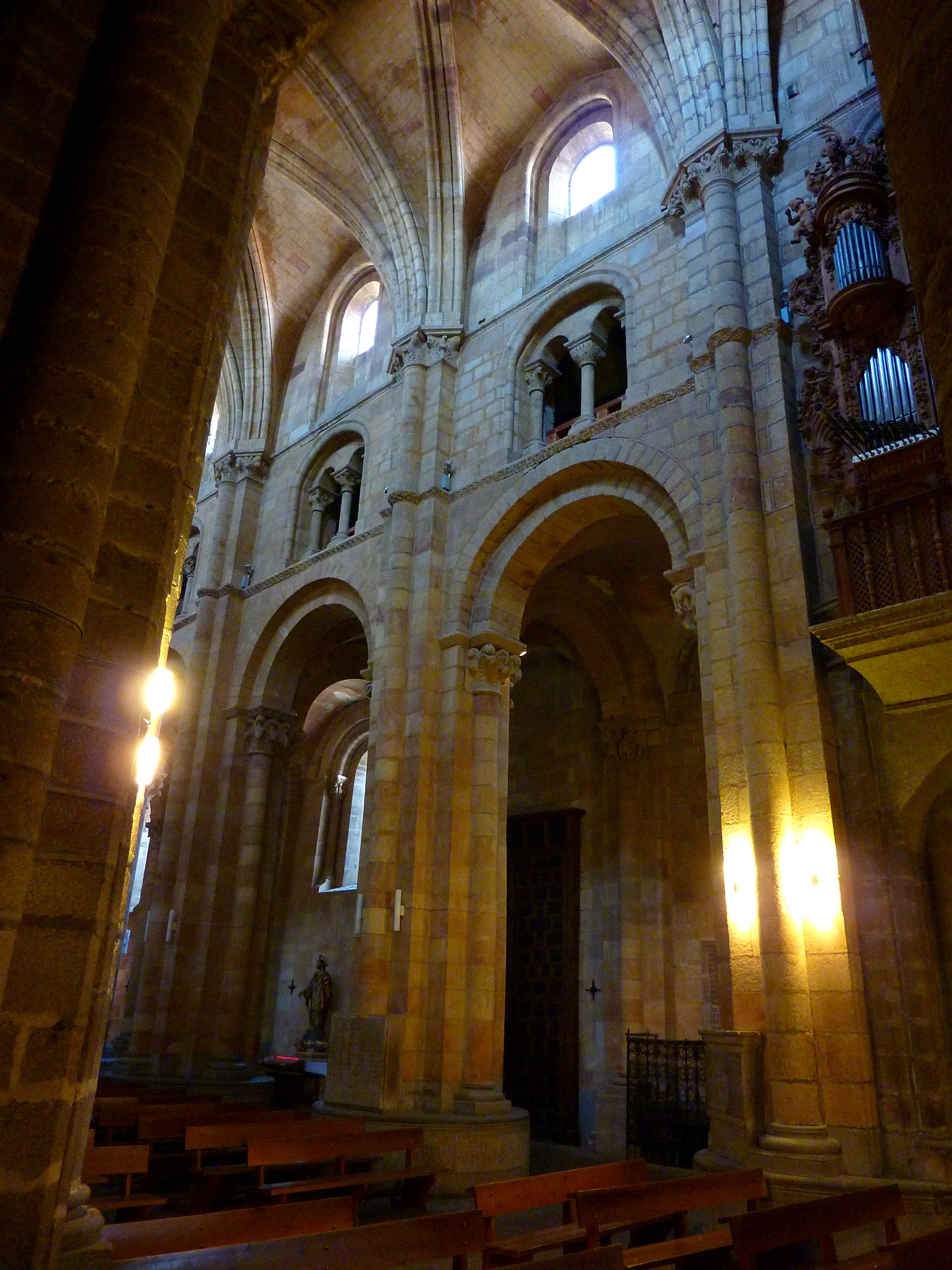
Alzado lateral interior
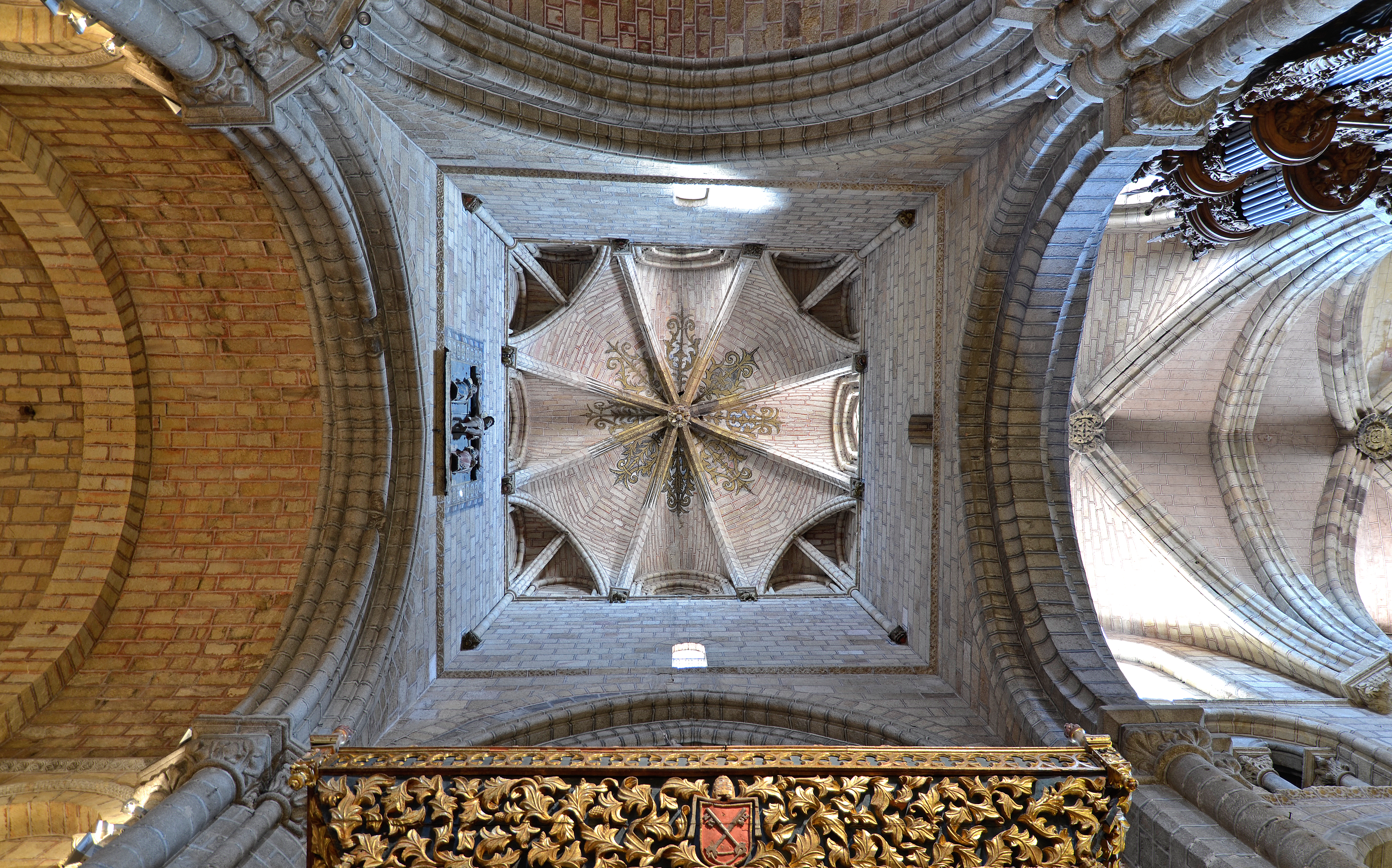
Interior del cimborrio

El altar mayor no es el original, sino uno barroco de madera dorada con columnas salomónicas, con la figura de San Vicente en el centro y las de sus hermanas a los lados. La rejería está considerada como la más destacada de Ávila en su estilo. Actualmente se encuentra ubicada junto a la bajada a la cripta. En el lado sur del transepto se halla el sepulcro de San Pedro del Barco, de estilo renacentista. Es igualmente de señalar el órgano barroco.

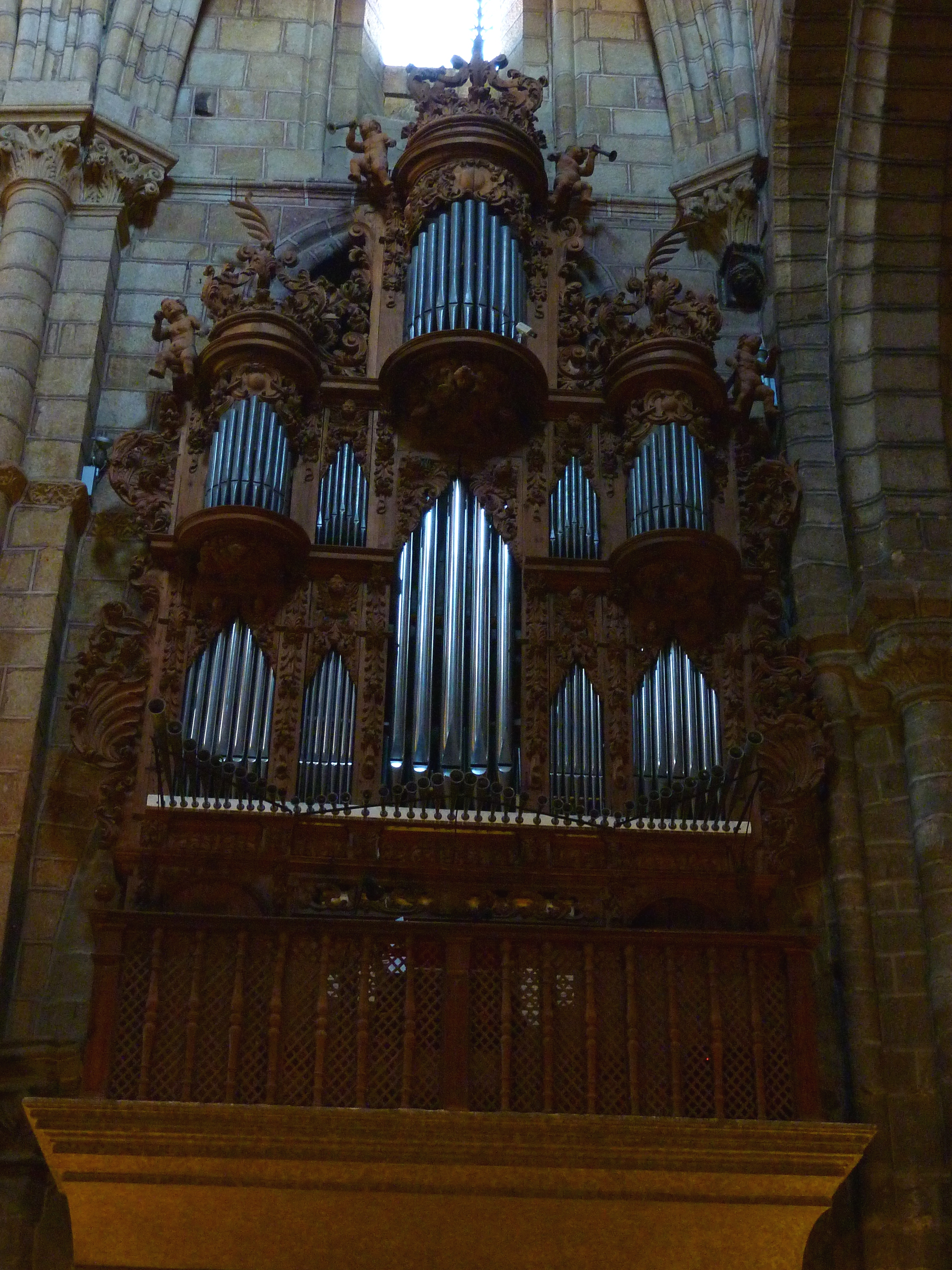
Órgano
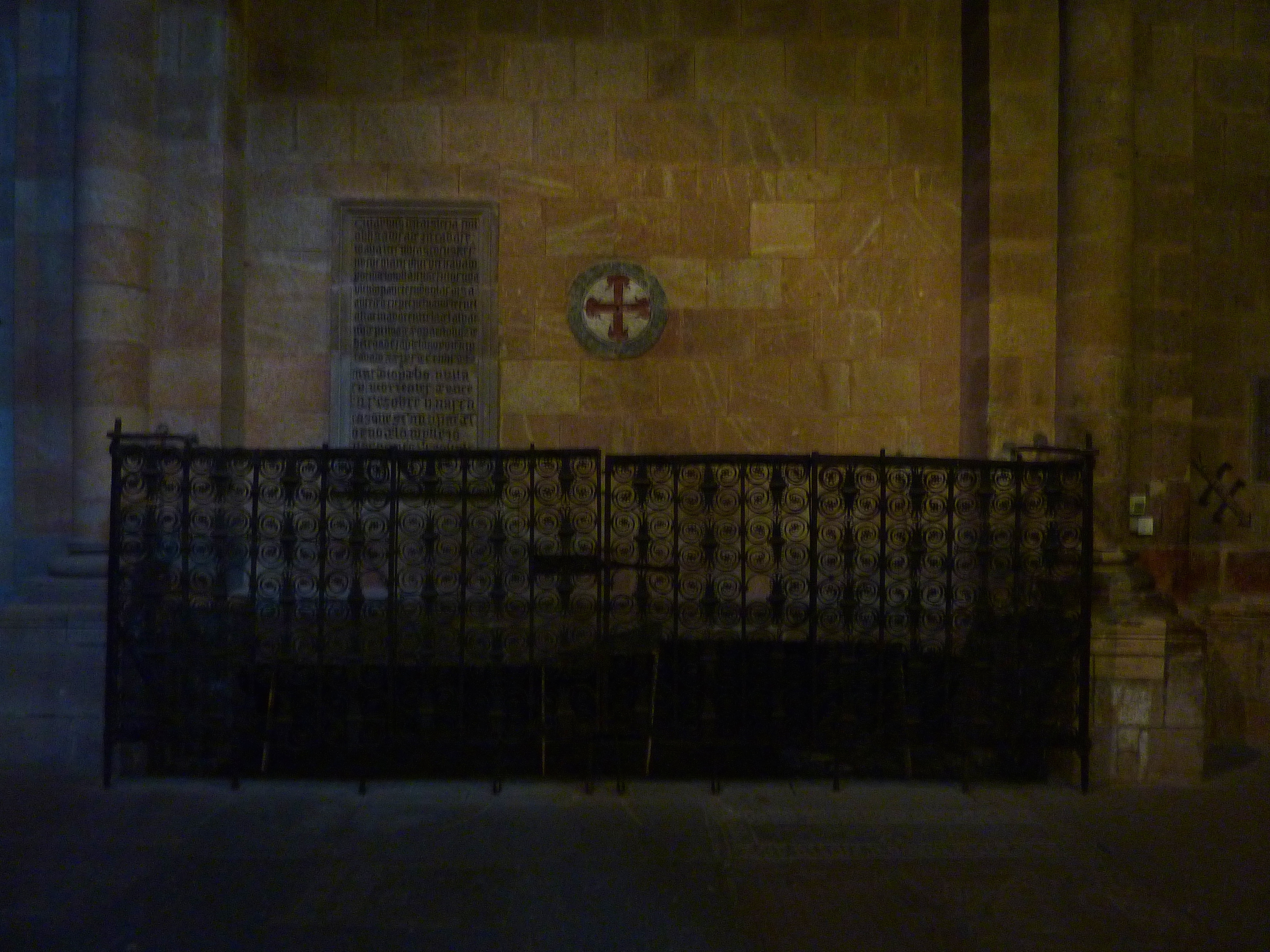
Rejería
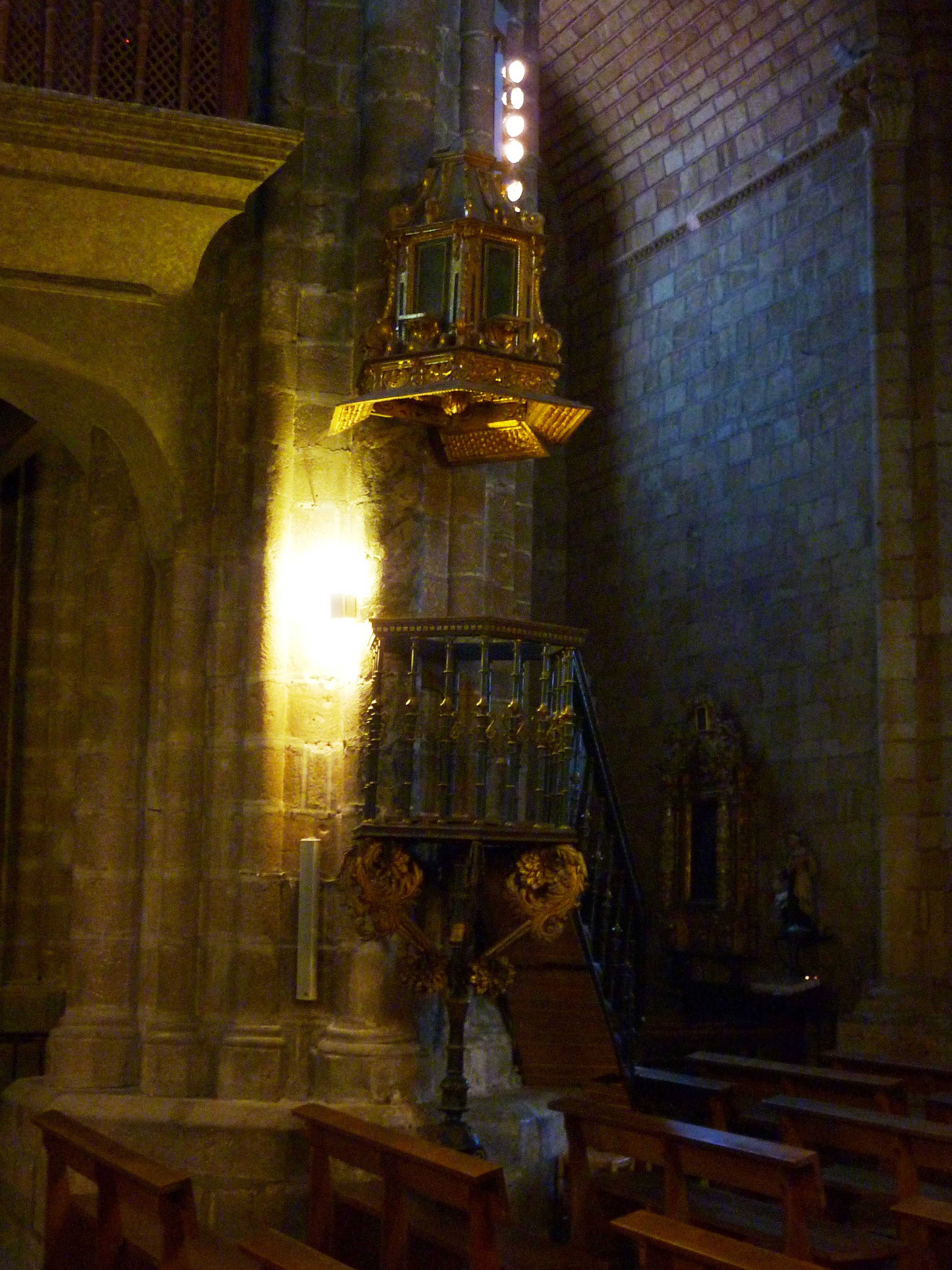
Púlpito
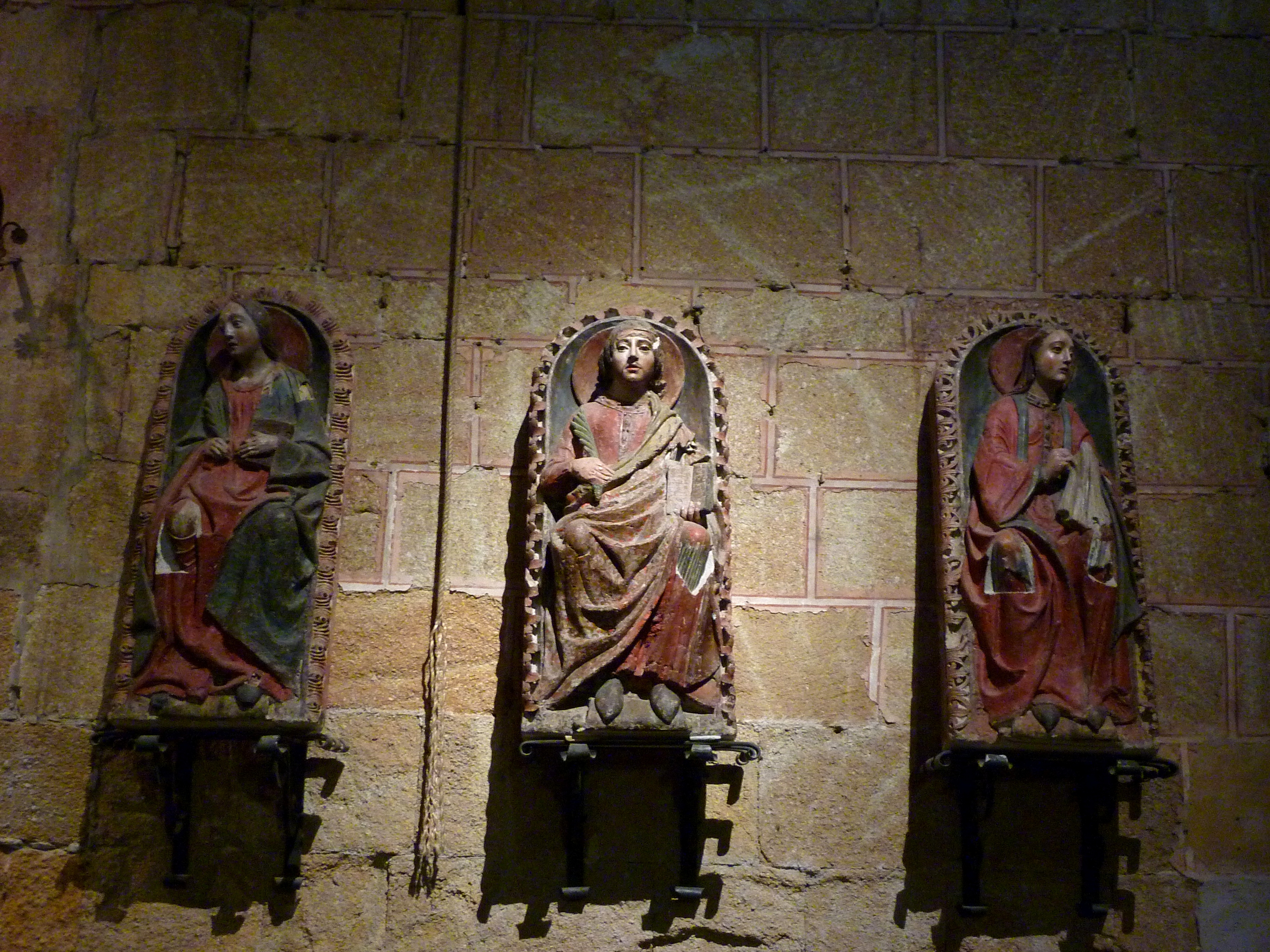
Esculturas de los Santos Hermanos Mártires

### Cenotafio de los Santos Hermanos Mártires

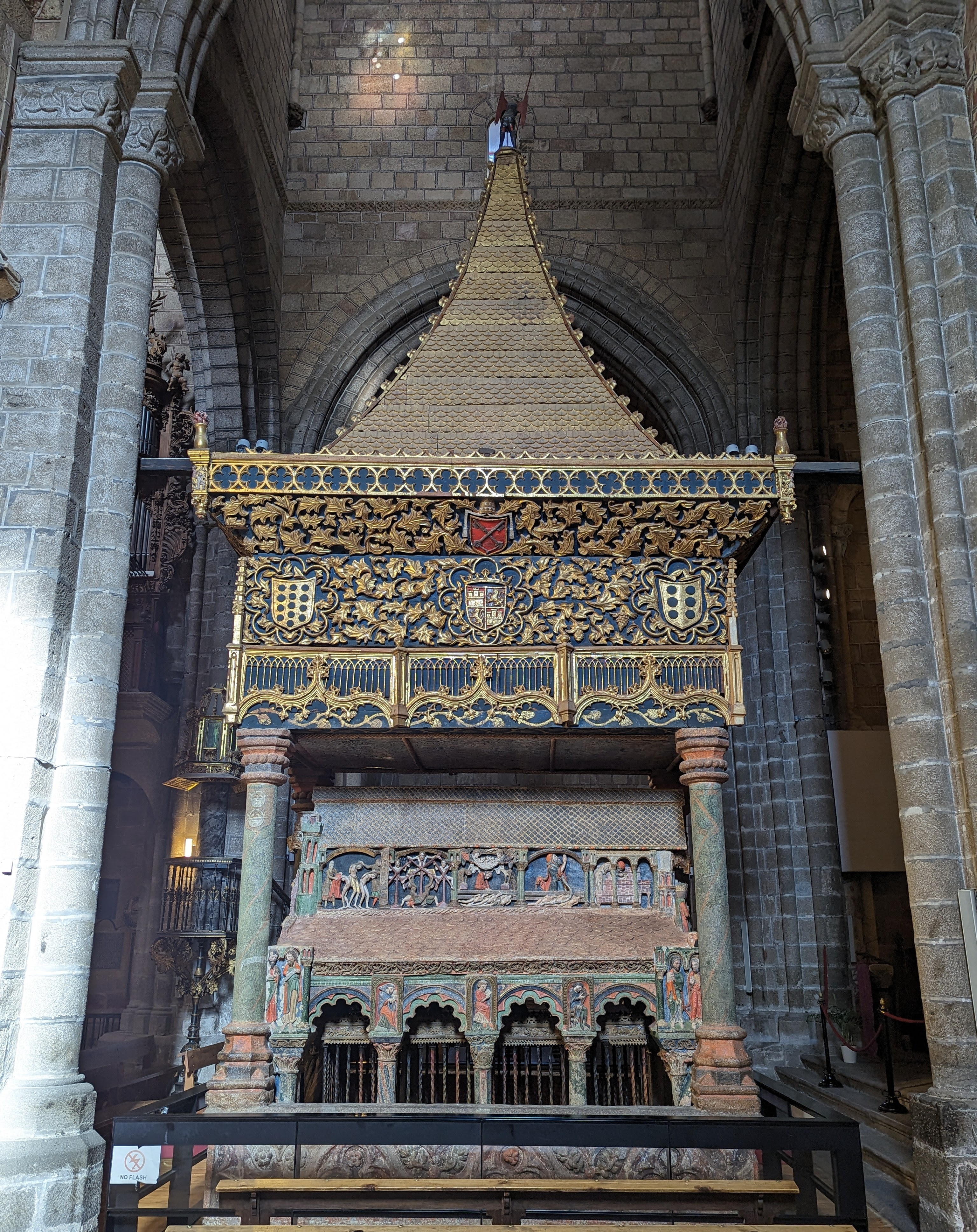
Vista del cenotafio

Pero el elemento más destacado del interior de la basílica es sin duda el cenotafio (no alberga los restos, que como se ha indicado están en unas urnas en el altar mayor, sino que es un monumento funerario conmemorativo) de los santos titulares, Vicente, Sabina y Cristeta. De piedra policromada, es una de las obras más sobresalientes de la escultura románica en España, encontrándose además en un magnífico estado de conservación. Tiene forma de arca con tejado tripartito a dos aguas, con decoración de escamas. Los distintos relieves recogen escenas de la historia de los Reyes Magos y del martirio de los propios santos. En la cabecera frontal figura un Cristo Pantocrátor en una mandorla, con un toro y un león a sus pies, símbolos de los evangelistas san Lucas y san Marcos respectivamente. Bajo el Pantocrátor se sitúa la Rosa Juradera, en la que durante los juicios el requerido apoyaba la mano (San Vicente era una de las tres iglesias juraderas que había en la Corona de Castilla, junto con San Isidoro de León y la iglesia de Santa Gadea de Burgos, si bien esta práctica fue prohibida en 1505).

Cenotafio de los Santos Hermanos Mártires
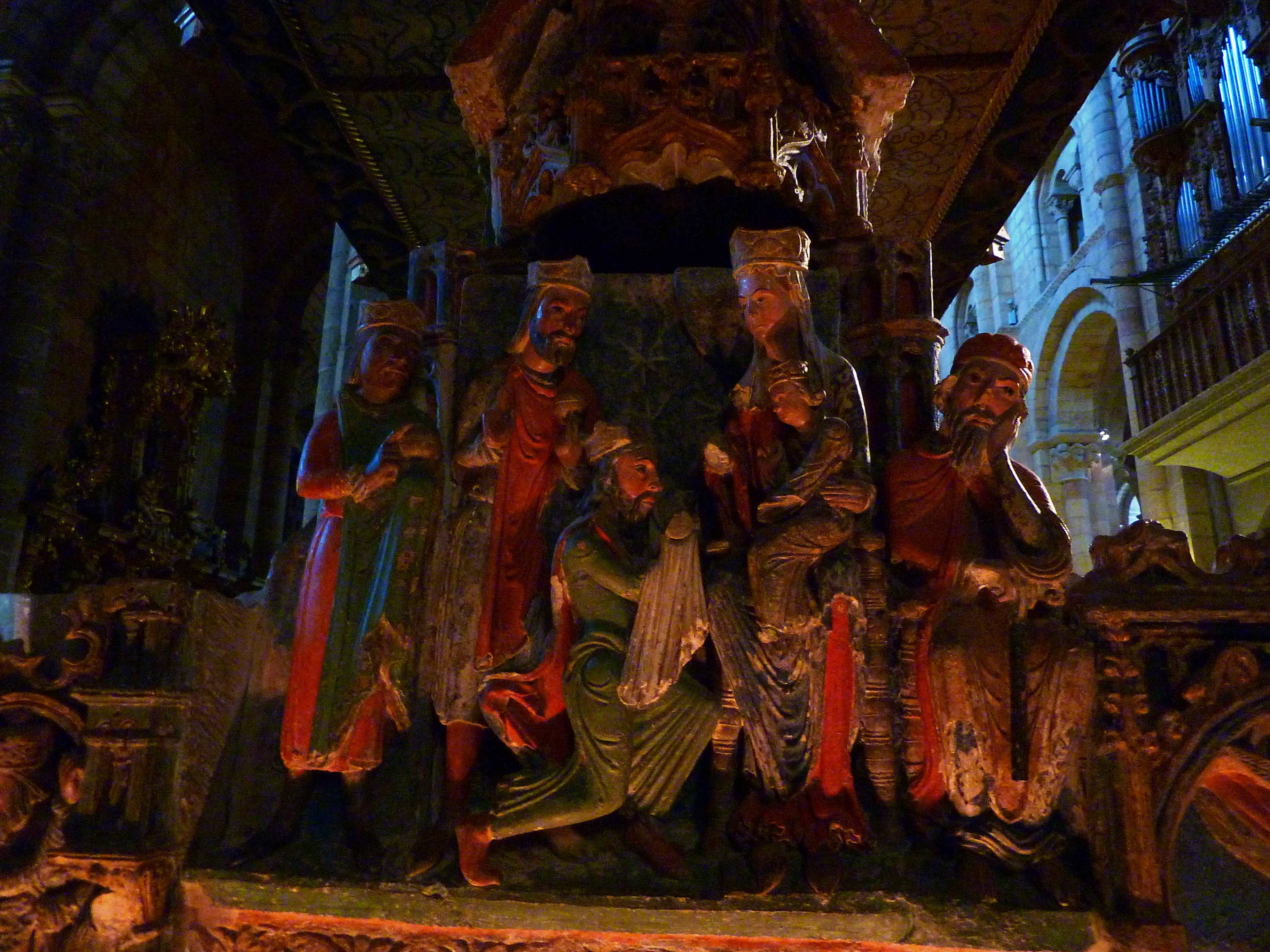
Escena de la adoración de los Reyes Magos del cenotafio de los Santos Hermanos
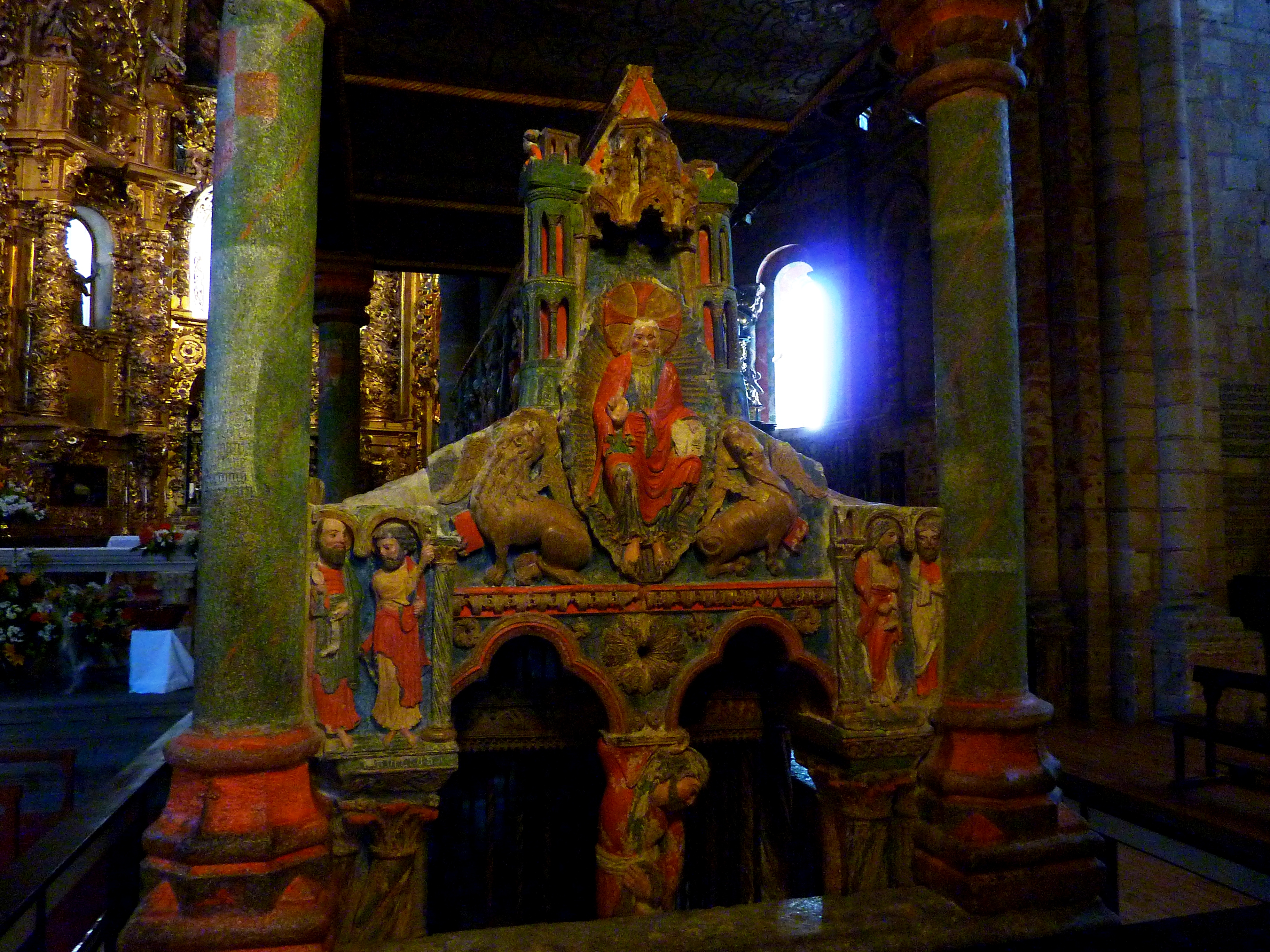
Pies del cenotafio donde se puede apreciar la Rosa Juradera bajo el Pantocrátor
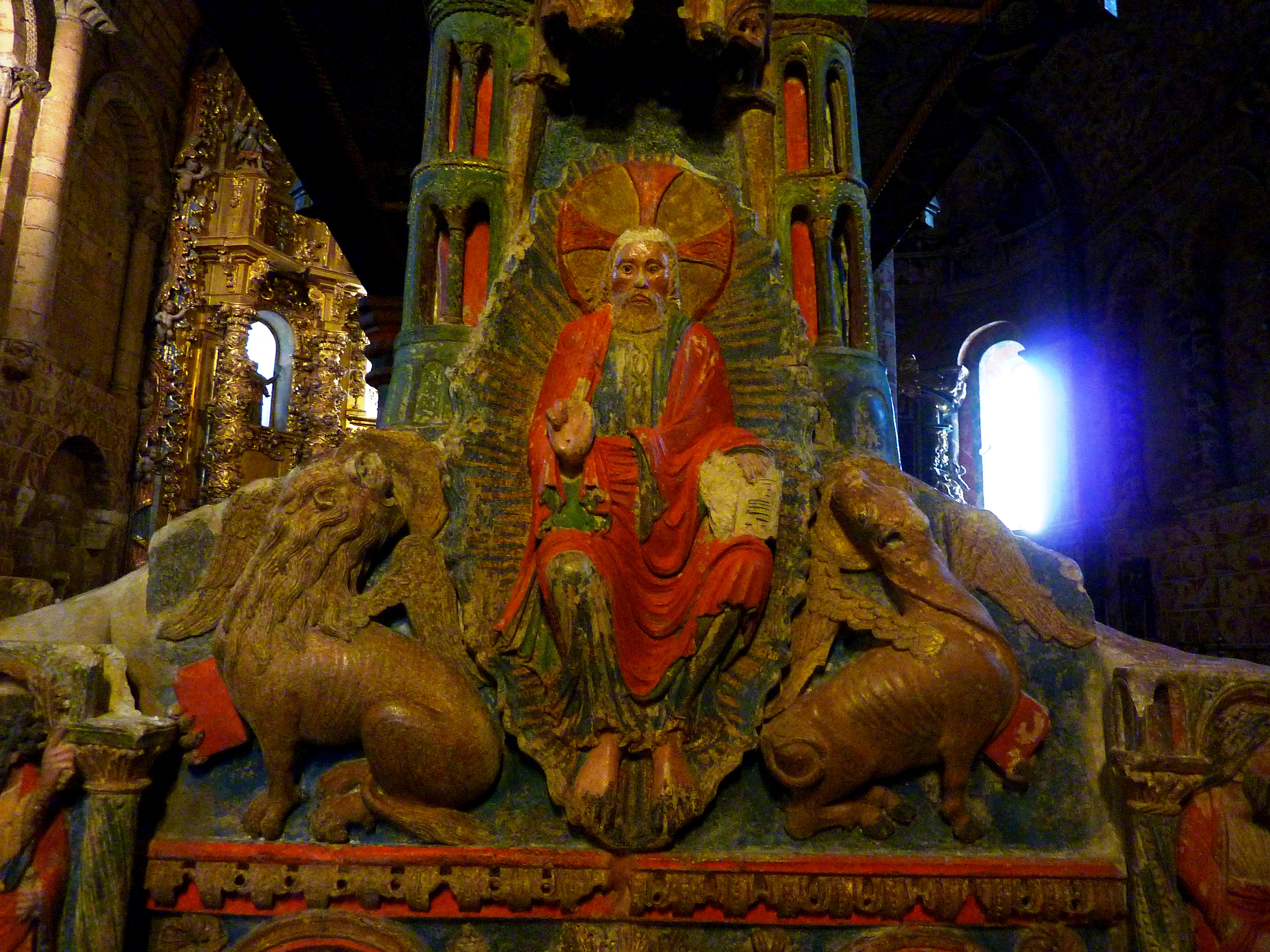
Detalle
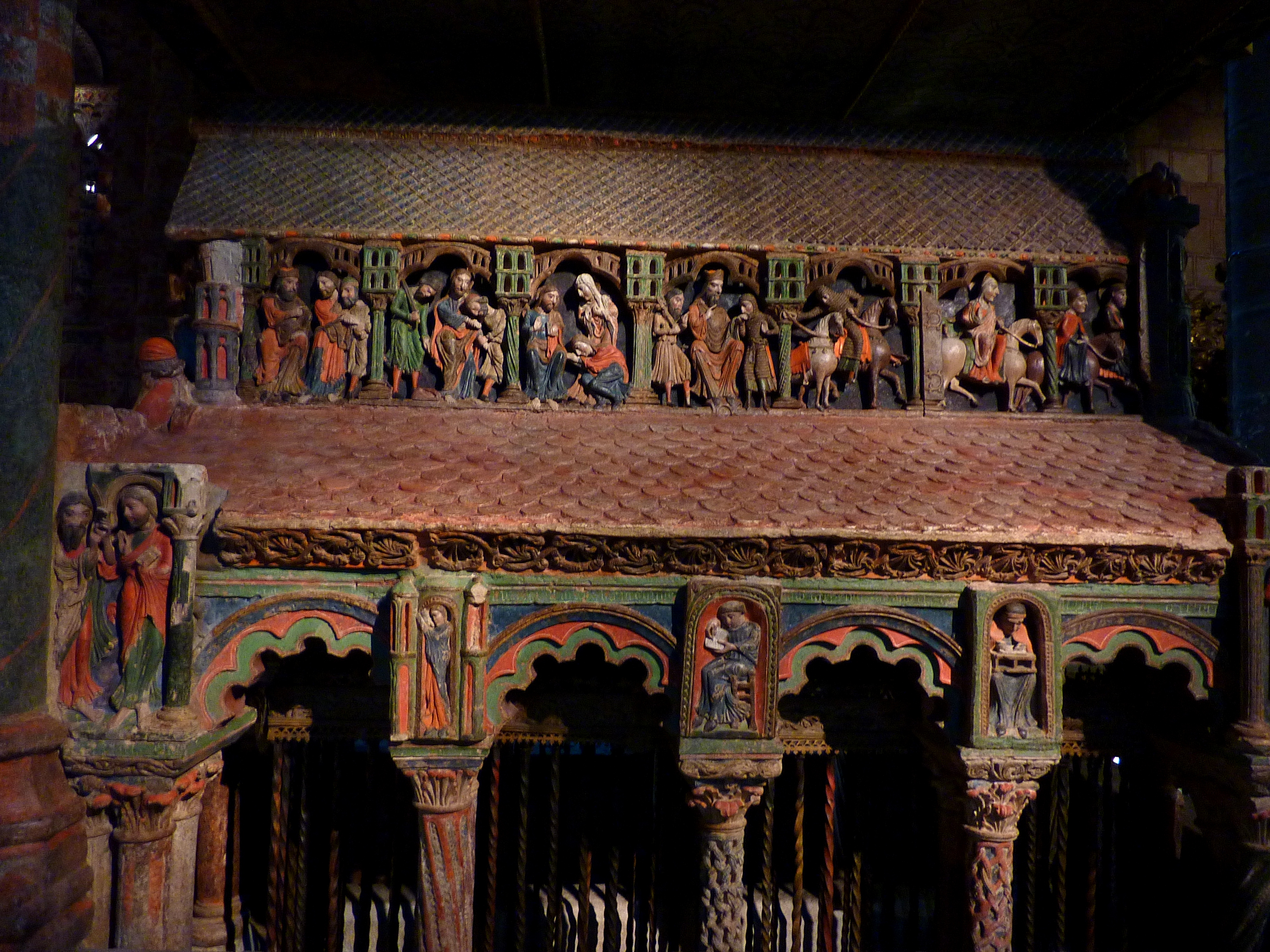
Lateral

## Galería de imágenes

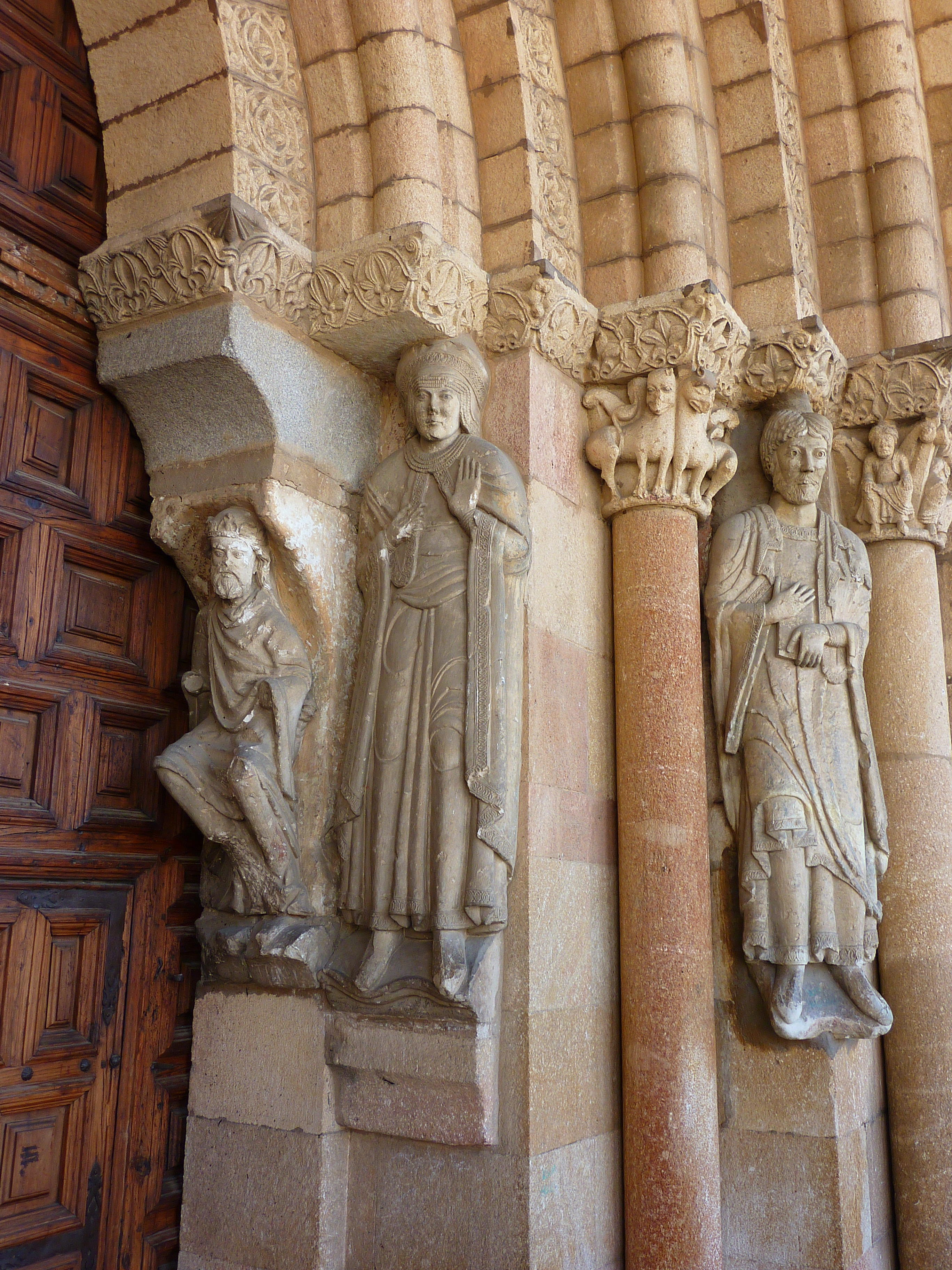
Detalle de la portada sur
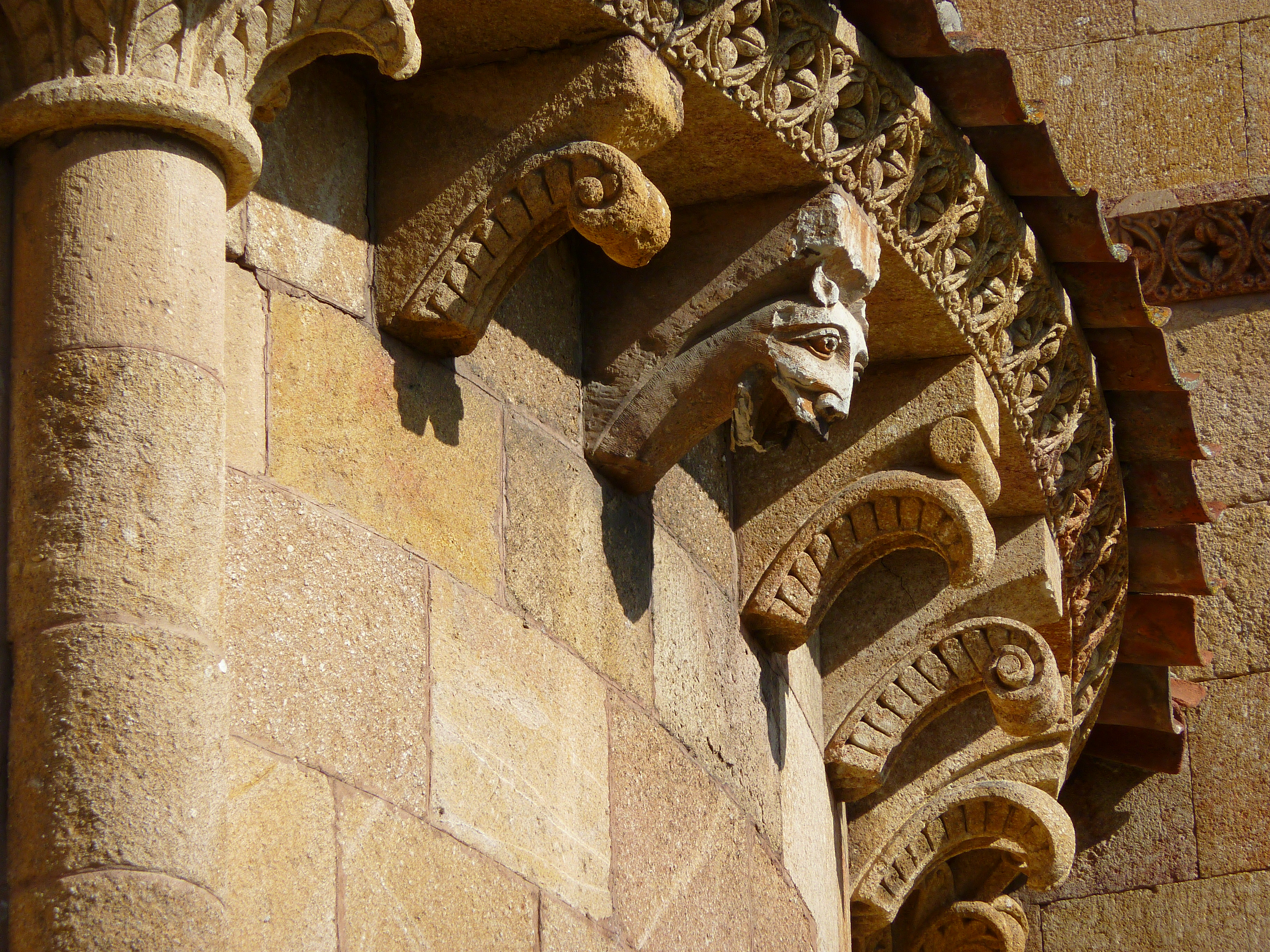
Detalle de la cornisa de uno de los ábsides
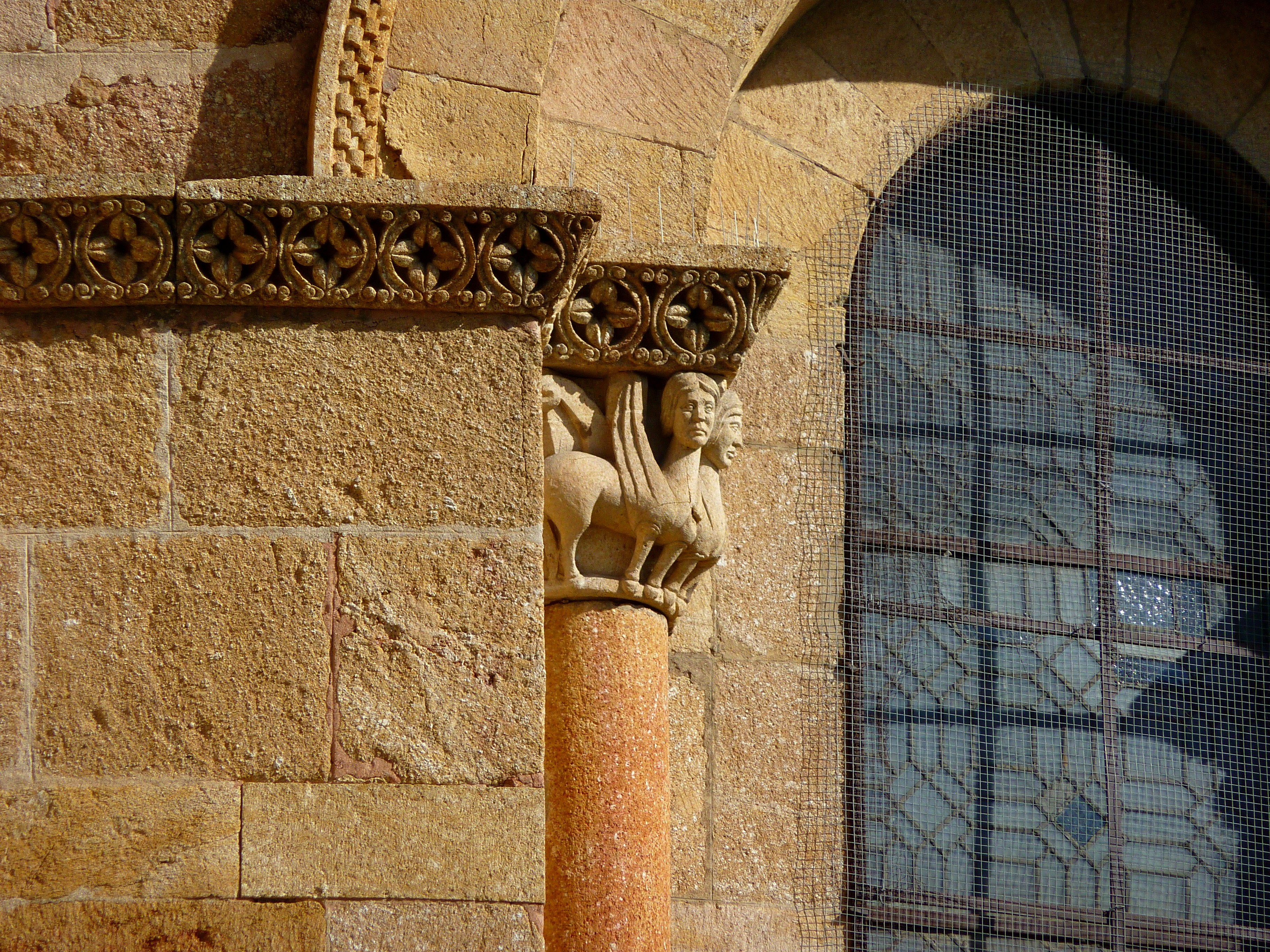
Capitel del ábside sur
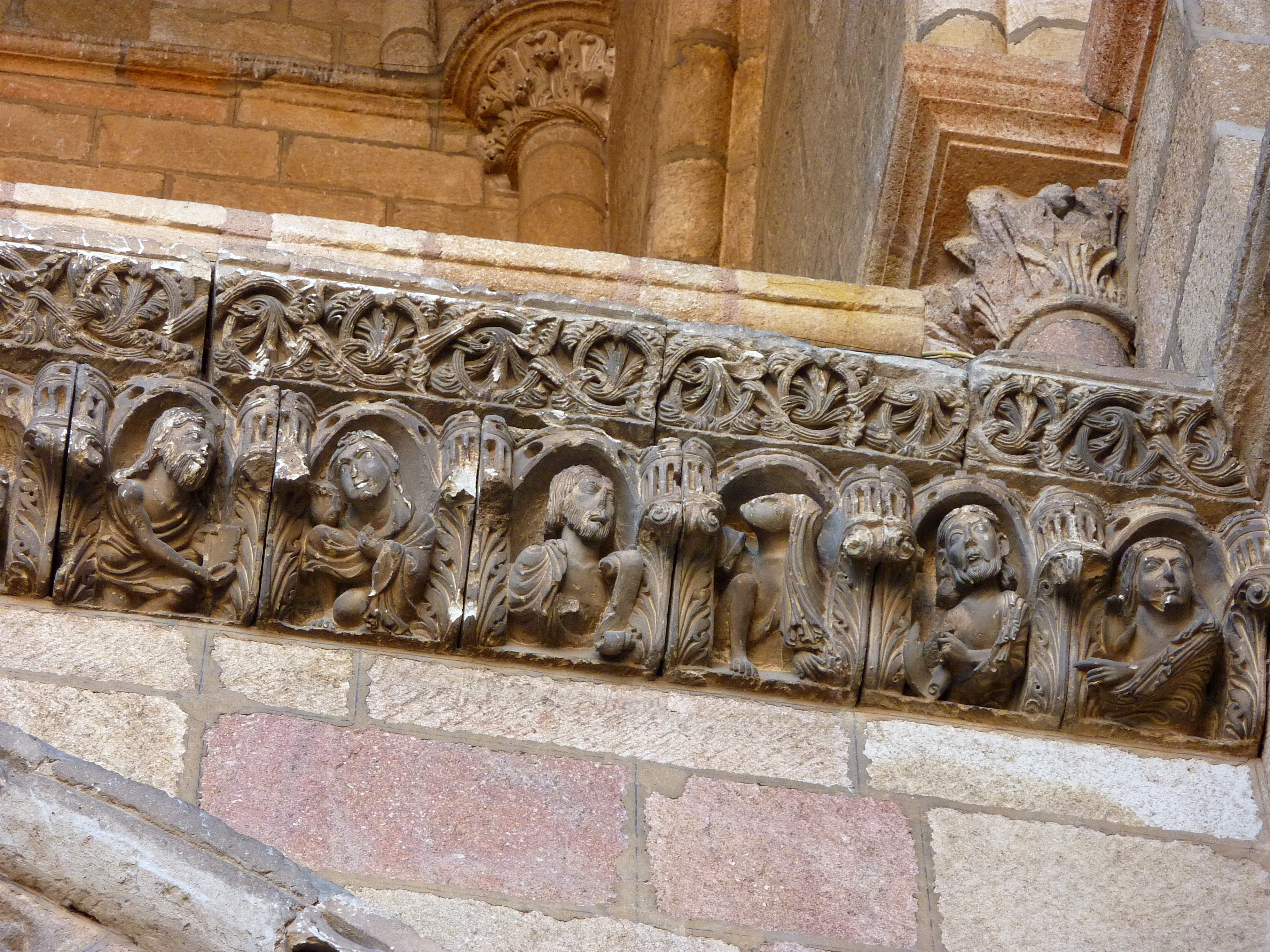
Alero de la portada occidental
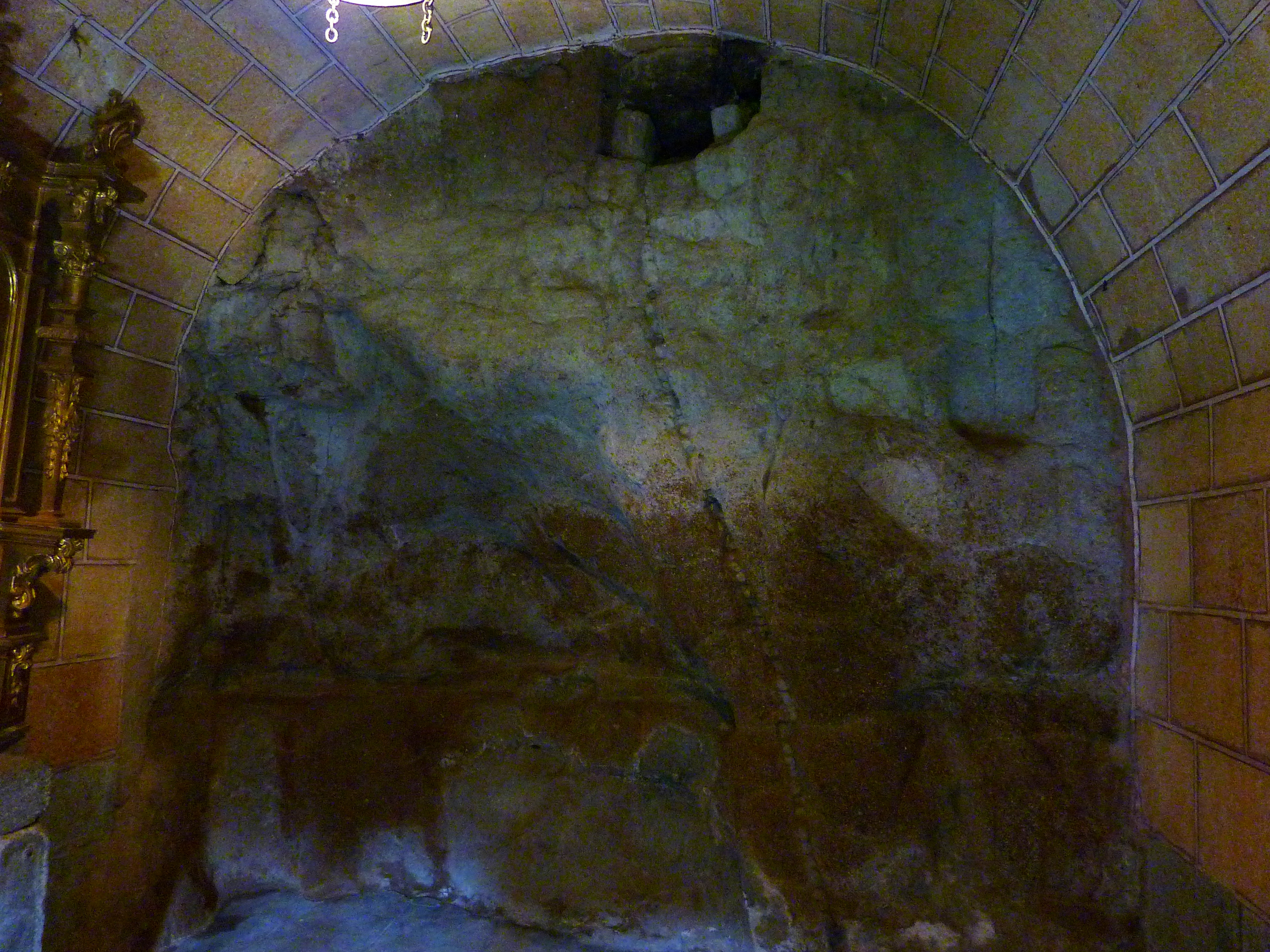
Roca en la cripta sobre la que fueron depositados inicialmente los cuerpos de los Santos Hermanos Mártires